# リムブルク＝ヴァイルブルク郡
リムブルク＝ヴァイルブルク郡 (ドイツ語: Landkreis Limburg-Weilburg) は、ドイツ連邦共和国ヘッセン州ギーセン行政管区に属す郡である。本郡は、フランクフルト・アム・マインとケルン/ボンとの間のフランクフルト/ライン＝マイン大都市圏に位置している。郡庁所在地はリムブルク・アン・デア・ラーンである。

## 地理

### 位置
本郡は、ヘッセン州中部のタウヌス山地とヴェスターヴァルトとの間に位置する。このため郡域の多くが、郡を北東から南西に貫くラーン川の谷（ヴァイルブルガー・ラーンタール地域およびリムブルク盆地）にあたる。リムブルク盆地は、土壌や気候条件が良いことからヘッセン州でも最も肥沃な農耕地の1つであり、さらにラーン川の渡渉地として中世から交通の要衝でもあった。リムブルク盆地からエムスバッハ川の谷に位置するゴルデナー・グルントへ続く。ここもやはり大変に肥沃な農耕地である。リムブルク盆地とさらに東に延びるヴァイルブルガー・ラーンタール地域の北に位置する郡域の一部はヴェスターヴァルトに含まれる。その南側の郡域は、高原やヴァイルタールを含むヒンタータウヌス山地の東部に広がっている。

### 隣接する郡
本郡は、北から時計回りに、ラーン＝ディル郡、ホーホタウヌス郡、ラインガウ＝タウヌス郡（以上、いずれもヘッセン州）、ライン＝ラーン郡、ヴェスターヴァルト郡（ともにラインラント＝プファルツ州）と境を接している。

## 歴史
ICE-シュタット・リムブルク（産業地区）の敷地内における考古学的発掘により発見された氷期の黄土プロファイルなど、中世初期を遙かに超える先史時代の遺物が見つかっている。ニーダーティーフェンバッハ（ベーゼリヒ）、オーバーツォイツハイムおよびニーダーツォイツハイム（ともにハーダマル）の現在は破壊された石室跡、シュテーデン（ルンケル）近郊の破壊されたヴィルトショイアー洞窟、ドルンブルクのヴィルゼンロート近郊の土塁遺跡は旧石器時代中期（約10万年前）に定住がなされていたことを証明している。郡の南部では、ハルシュタット期（紀元前750年から紀元前450年）の巨人塚が集落の継続性を示しており、ネースバッハ（ヒュンフェルデン）にはメロヴィング時代の墓も存在する。郡域は、いくつかの地区で特別な密度で遺物が埋蔵されており、それぞれの出土品がこの地域、すなわちニーダーラーンガウのかつての重要性を物語っている。
フランク王国で高い名声を誇った中世初期の貴族コンラディン家は現在の本郡郡域のラーン川流域を支配していた。ヴァイルブルクのヴァルプルギス修道院は、Lintpurc の修道院教会設立に関与した。910年のこの記録が、現在の郡庁所在地リムブルク・アン・デア・ラーンの最初の文献記録である。ヴァイルブルクの修道院に関する文献記録もあり、それによれば、912年にコンラート1世が魂の平安のために所領を寄贈したとされている。コンラディン家の家訓は、この領域の開発により広範な交通政策上の視点を有していたことを示している。コンラディン家は、一日分の行程ごとにラーン川沿い（リムブルク、ヴァイルブルク、ヴェッツラー）およびヴェスターヴァルト（モンタバウアー）に修道院を設立することで支配地域の安全を確保した。この家門は、コンラーディン家で唯一ドイツ王（東フランク王）となったコンラート1世により、王国政治の頂点を極めた。年代記者ヴィドゥキントが伝えるところによれば、コンラートは死の床で宿敵であったザクセン公ハインリヒに帝国権標を届けるよう弟に命じた、いわゆる「ヴァイルブルクの処置」で支配者としての偉大さを示したとされている。
重要な古い街道が交差するリムブルクは、（城や修道院の代官職すべてが）13世紀初めにイーゼンブルク家の所有となった。さらに1344年に半分が、1420年にはすべてがトリアー選帝侯領となり、1803年に世俗化されるまでトリーア領に、したがってカトリックの信仰に留まった。
ラーン川の大きな蛇行部に位置するヴァイルブルクは、元々コンラディン家の伯領であったが、10世紀以降帝国レーエンとしてヴォルムス司教が治めていた。1195年からナッサウ伯が代官を務め、その家門のアドルフがドイツ王となった際、1294年に集落と城を獲得した。この町は1295年から都市となり、1355年にナッサウ＝ヴァイルブルク伯領の（1737年からは侯領の）宮廷所在地となり、1816年までその状態を保持した。
トリーアの支配地域はカトリックであったが、ナッサウ家の支配地域はプロテスタントの信仰に改宗した。19歳で伯位に就いたナッサウ＝ヴァイルブルク伯フィリップ3世は、1526年の秋に福音主義の牧師エルハルト・シュネプフをヴァイルブルクに招聘した。同年10月31日の教区監督の館における公的な討論がヴァイルブルクでの宗教改革の始まりとされている。
17世紀の宗教分裂について、ナッサウ＝ハーダマル家が例として説明しやすい。ナッサウ＝ディレンブルク伯ヨハン6世は、はじめはルター派であったが、その後確固としたカルヴァン主義者となった。彼はヨハネッタ・フォン・ザイン＝ヴィトゲンシュタインと3度目の結婚をし、1590年8月12日、5番目の息子ヨハン・ルートヴィヒはカルヴァン主義の信仰の下で生まれた。このヨハン・ルートヴィヒは、1650年にはナッサウ＝ハーダマル侯に昇格するのだが、1629年にカトリックに改宗し、彼が招聘したイエズス会士の助けを借りて熱心に伯領の再カトリック化に取り組んだ。しかし彼は、妻のリッペ＝デトモルト女伯ウルズラの改革派信仰に対しては寛容な態度をとった。彼は1638年に、ケルン、ミュンスター、オスナブリュックでのヴェストファーレンの和平に関する交渉において、皇帝の使節として外交能力を証明した。しかし、妻に先立たれた侯はミュンスター司教に立候補したが失敗に終わった（1650年）。
ナッサウ公国は、19世紀初め（1806年）のドイツの領邦の変動から成立したもので、はじめはナッサウ＝ウージンゲン公フリードリヒ・アウグストとナッサウ＝ヴァイルブルク候フリードリヒ・ヴィルヘルムが共同で統治した。両名の死後、1816年に公領全土の統治権はナッサウ＝ヴァイルブルク家のものとなった。現在ヴァイルブルク城館コンサートの会場となっているヴァイルブルクの城館は、ヴィースバーデンのビープリヒ城に主城の地位を譲った。1866年、普墺戦争でオーストリア側について戦ったナッサウは、戦利品となり、1866年9月20日に正式にプロイセン王国に併合された。アドルフ公はルクセンブルクに移住し、ルクセンブルク大公となった。ナッサウはヘッセン＝ナッサウ州（州都はカッセル）のヴィースバーデン県として存続した。
ヴァイルブルク周辺地域は古くからナッサウ公領の一部であった。1866年のプロイセンによる併合後、1867年2月22日にプロイセンの命令によりヴァイルブルクを首邑とするオーバーラーン郡が形成された。およそ20年後の1886年にアムト・リムブルク（旧ウンターラーン郡）、アムト・ハーダマル（旧オーバーラーン郡）およびアムト・カムベルク（旧ウンタータウヌス郡）からリムブルク・アン・デア・ラーンを首邑とするリムブルク郡が形成された。
ヘッセン州の郡域再編に伴い、1974年7月1日の郡変更協定によりオーバーラーン郡とリムブルク郡が統合され、リムブルク＝ヴァイルブルク郡が成立した。これに伴い、3町村が隣接する郡の所属に変更された。ヘッセルバッハ (タウヌス) はヴァイルロートの一部となり、その結果ホーホタウヌス郡に属すこととなった。また、オーバーラーン郡に属していたアルテンキルヒェンとフィリップシュタインはブラウンフェルス市の市区となり、当初はヴェッツラー郡に、1977年初めからラーン＝ディル郡に属した。
新しい郡で最初の郡レベルの連携として、1975年9月20日にオーバーティーフェンバッハでリムブルク＝ヴァイルブルク郡消防連盟が創設された。当時のリムブルク郡消防連盟とオーバーラーン郡消防連盟の代表が決議し、統合することが決定した。
郡内で最も古い都市（最初の記録がなされた年）は、ハーダマル（832年）、ヴァイルブルク（906年）、リムブルク（910年）、カムベルク（1000年）である。

## 住民
2019年12月31日現在のリムブルク＝ヴァイルブルク郡の人口は、171,912人である。2011年の人口統計によれば、女性が 50.8 %、男性が 49.2 % であった。外国人比率（ドイツ人以外で住民登録された人口）は 7.2 % で、移住の背景を持つ比率（ドイツ人で登録されている、外国出身者の人口）は 19.6 % と見積もられている。住民の 43.9 % がローマ＝カトリックを信仰しており、31.5 % が福音主義教会に属している。24.6 % はその他の宗教の信者か無宗教者である。
人口推移
| 年    | 人口（人） |
| ----- | ---------- |
| 1961* | 137,816    |
| 1970* | 148,111    |
| 1987  | 151,837    |
| 2001  | 175,679    |
| 2007  | 173,754    |
| 2011  | 170,696    |
| 2017  | 171,971    |

* 1961年から1970年の人口は、1987年の郡域に相当する地域の人口の和である。

## 行政
本郡は、2008年9月23日に連邦政府から「Ort der Vielfalt」（多様性の町）の肩書きを授与された。

### 郡議会
2021年3月6日の郡議会議員選挙の結果を以下に示す。比較のため過去の結果も併せて示している。

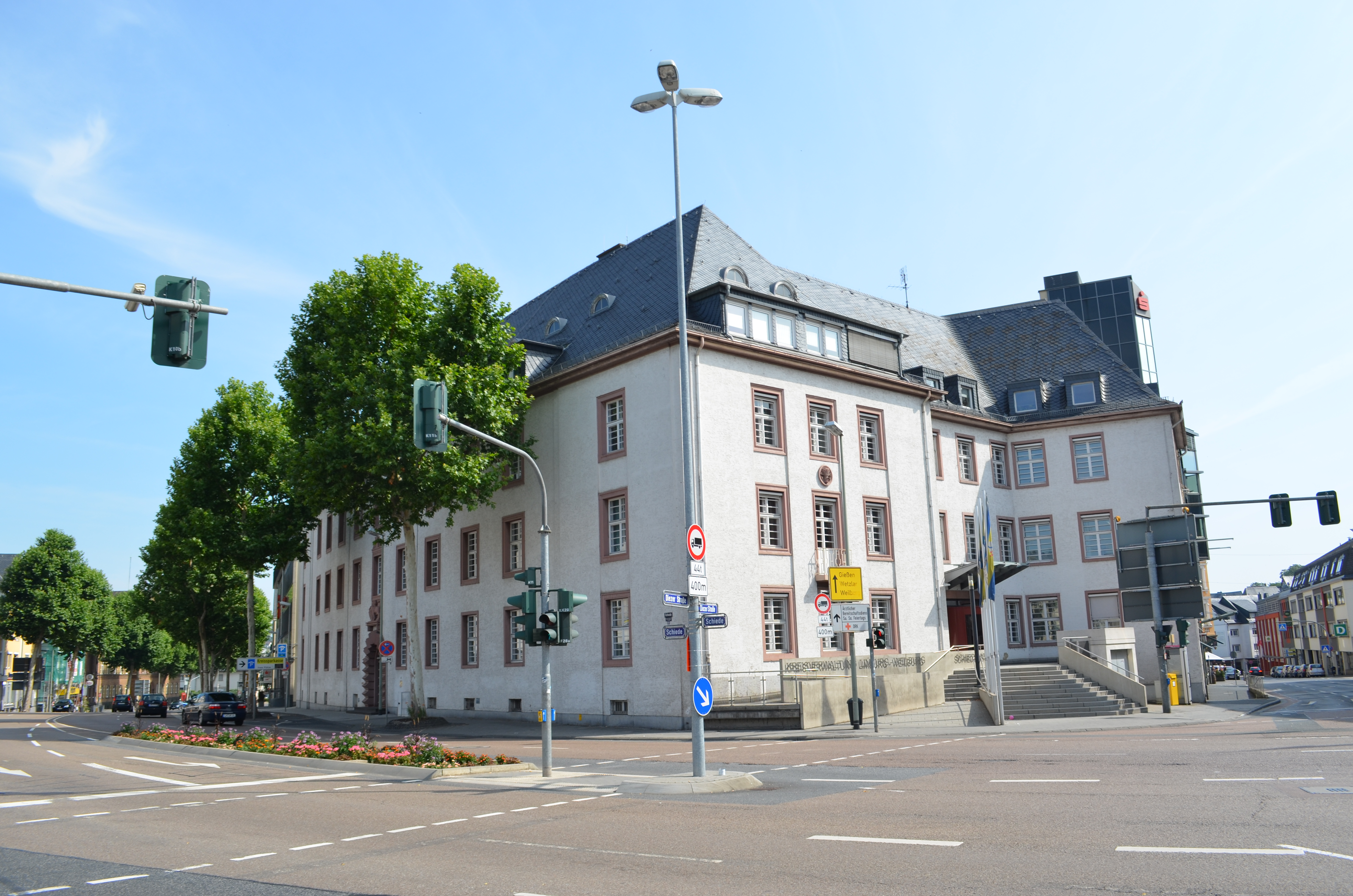
リムブルク＝ヴァイルブルク郡郡役場

| 政党名     | 政党名                                  | 2021年     | 2021年 | 2016年     | 2016年 | 2011年     | 2011年 | 2006年     | 2006年 | 2001年     | 2001年 |
| 政党名     | 政党名                                  | 得票率 (%) | 議席数 | 得票率 (%) | 議席数 | 得票率 (%) | 議席数 | 得票率 (%) | 議席数 | 得票率 (%) | 議席数 |
| ---------- | --------------------------------------- | ---------- | ------ | ---------- | ------ | ---------- | ------ | ---------- | ------ | ---------- | ------ |
| CDU        | ドイツキリスト教民主同盟                | 36.7       | 26     | 38.6       | 28     | 43.5       | 31     | 48.0       | 34     | 47.0       | 33     |
| SPD        | ドイツ社会民主党                        | 25.7       | 17     | 27.9       | 20     | 30.1       | 21     | 31.9       | 23     | 34.6       | 25     |
| AfD        | ドイツのための選択肢                    | 7.2        | 5      | 9.4        | 7      | -          | -      | -          | -      | -          | -      |
| FW         | Freie Wähler Landkreis Limburg-Weilburg | 8.5        | 6      | 7.6        | 5      | 8.0        | 6      | 7.5        | 5      | 8.4        | 6      |
| Grüne      | 同盟90/緑の党                           | 13.6       | 10     | 7.1        | 5      | 12.6       | 9      | 5.2        | 4      | 5.0        | 3      |
| FDP        | 自由民主党                              | 6.5        | 5      | 6.0        | 4      | 3.2        | 2      | 3.3        | 2      | 2.7        | 2      |
| Linke      | 左翼党                                  | 2.6        | 2      | 3.4        | 2      | 2.6        | 2      | 2.2        | 2      | -          | -      |
| REP        | 共和党                                  | -          | -      | -          | -      | -          | -      | 1.9        | 1      | 2.4        | 2      |
| 合計       | 合計                                    | 100.0      | 71     | 100.0      | 71     | 100.0      | 71     | 100.0      | 71     | 100.0      | 71     |
| 投票率 (%) | 投票率 (%)                              | 52.1       | 52.1   | 50.1       | 50.1   | 47.2       | 47.2   | 46.1       | 46.1   | 53.5       | 53.5   |

### 郡庁舎
郡行政の本部は、リムブルク・アン・デア・ラーンのシーデ43番地の郡庁舎である。この高い寄棟屋根を戴く4階建ての建物は保護文化財に指定されており、1925年から26年に建築家 F. ガイスとゴットロープ・シャウプの設計に基づいて建設された。

### 郡長
ミヒャエル・ケベルレ (CDU) は、2018年11月11日の選挙でリムブルク＝ヴァイルブルク郡の新たな郡長に選出された。彼は2019年1月1日に郡長に就任した。
郡成立後の郡長を列記する。
- 1974年 - 1975年　ハインリヒ・アントン・ヴォルフ (CDU)
- 1975年 - 1989年　ゲオルク・ヴュルメリング (CDU)
- 1989年 - 2006年　マンフレート・フルック (SPD)
- 2006年 - 2018年　マンフレート・ミヒェル (CDU)
- 2019年 - ミヒャエル・ケベルレ (CDU)

### 紋章、旗、幟
リムブルク＝ヴァイルブルク郡は、紋章、旗、幟を有している。
図柄: 青地に紋章全体を貫く赤-銀の市松模様の十字。それに被せて青地の小楯が配されている。小楯の中には金色の長方形がちりばめられた間に赤い舌や爪で威嚇する金色の獅子が描かれている。
解説: 十字は1957年に制作された旧リムブルク郡の紋章に由来する。これは、銀地に全体を貫く赤い十字のトリーア選帝侯領の紋章と、青地に金色の長方形がちりばめられた中に赤-銀の市松模様の帯が2本配されたイーゼンブルク＝リムブルク家の紋章を組み合わせたものである。本郡の紋章はこれに、1936年に制作された旧オーバーラーン郡の紋章に描かれていたナッサウの獅子が加えられている。
この紋章は1975年4月18日に認可された。
旗は、中央が金色で、上下に青のストライプ。幅は 1:3:1 の比率である。中央旗竿寄りに郡の紋章が描かれている。幟は、中央が金色で左右が青のストライプ。幅は 1:3:1 の比率である。中央上部に郡の紋章が描かれている。
リムブルク＝ヴァイルブルク郡の名誉杯は、リムブルク＝ヴァイルブルク郡住民の幸福に関する特別に名誉な活動に対する感謝と賞賛の証として郡委員会から授与される。この錫の杯には郡の紋章が刻印されている。郡に関連した優れた業績を成し遂げた個人は、郡長によりリムブルク＝ヴァイルブルク郡のゴールデン・ブックへの記録が推薦される。

### 姉妹自治体
- フリードリヒスハイン＝クロイツベルク区（ドイツ、ベルリン）1980年

本郡は、ベルリンのフリードリヒスハイン＝クロイツベルク区と50年以上にわたって緊密で、活発に成長する友好関係を築いている。1962年5月、すなわちベルリンの壁が築かれた数ヶ月後に、当時のオーバーラーン郡の代表団が、そこで分断された人々との連帯を示すためにシュプレー川の河畔を訪問した。彼らは、クロイツベルク区の中心部ハーゲルベルガー通りにあった子供の家への援助協定を結び、この使節はこれ以後「ヴァイルブルガー・ハウス」と呼ばれるようになった。これが公式な姉妹自治体関係の基盤となり、1980年3月22日にベルリンで、同年6月28日にリムブルクで式典が開かれ姉妹自治体協定が締結された。この姉妹自治体協定で特に強調されているのが、多彩な人的結びつき、クラブや学校の交流、アスリート、警官およびリムブルク＝ヴァイルブルクとベルリンのスタッフ協議会での会合である。

## 経済と社会資本
ツークンフツアトラス 2016（直訳: 未来地図 2016）においてリムブルク＝ヴァイルブルク郡は、ドイツの402の郡、自治体連合、郡独立市の中で 204位に位置づけられ、「チャンスとリスクがバランス良く混合する」地域と評価づけられた。2019年にこの評価は401地域中167位まで改善された。

### 交通
リムブルク＝ヴァイルブルク郡の最も重要な広域交通路は、連邦アウトバーン A3号線（ケルン - フランクフルト）で、No. 42 リムブルク北インターチェンジ、43 リムブルク南インターチェンジ、44 バート・カムベルク・インターチェンジがある。重要な連邦道として、B8、B49（ランゲ・マイル）、B54、B417、B456号線がある。

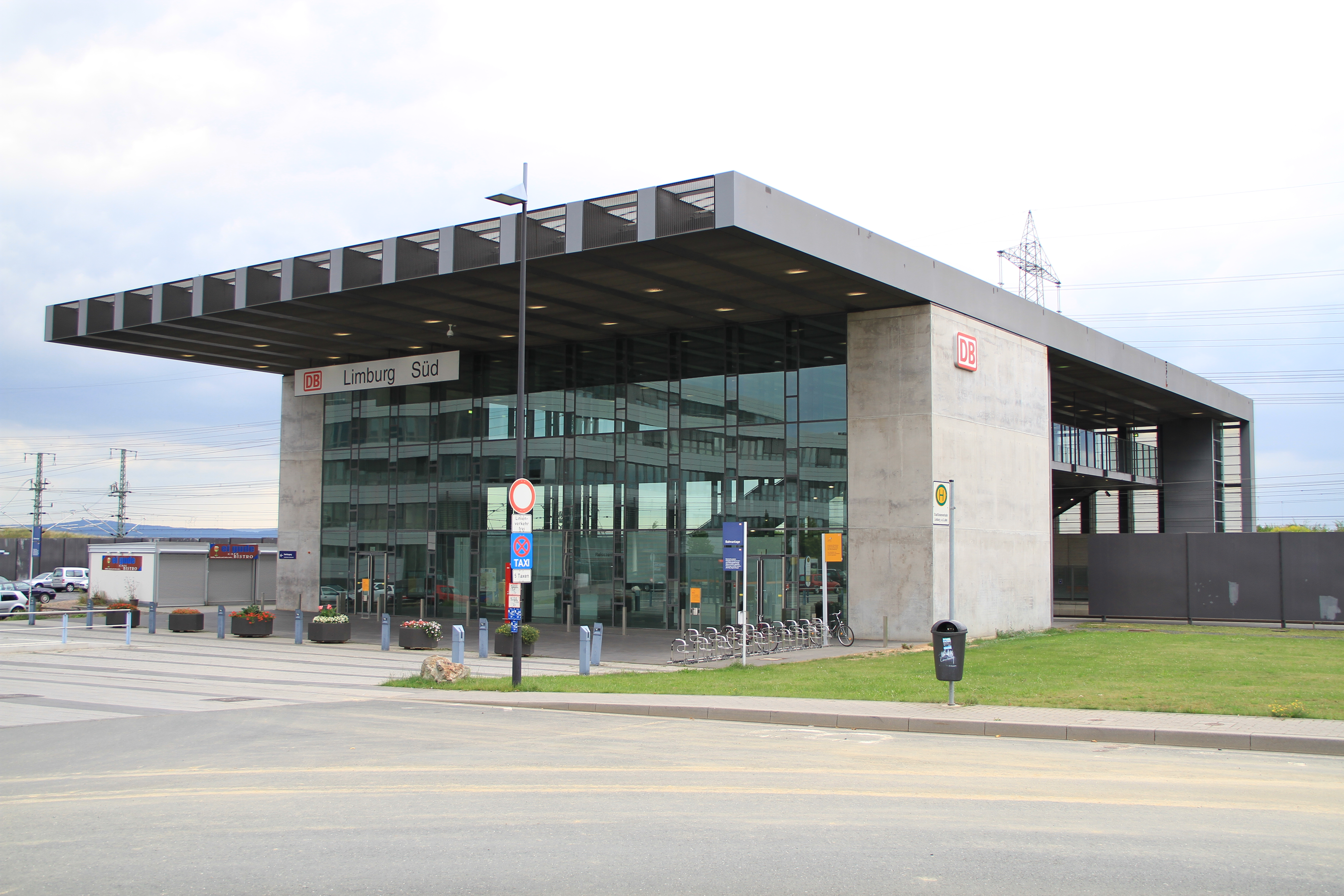
リムブルク南駅

郡内を、高速鉄道ケルン - ライン/マイン線が通っている。リムブルクでは、A3号線のリムブルク南インターチェンジに隣接してリムブルク南駅があり、北西方向（モンタバウアー - ジークブルク/ボン - ケルン - アーヘン - ブリュッセル）および南東方向（フランクフルト・アム・マイン）へのインターシティ＝エクスプレスが利用可能である。フランクフルト空港、フランクフルト中央駅、ケルン、デュッセルドルフ、シュトゥットガルト、ミュンヘンなどへ乗り換え不要のICEが運航している。
この他の重要な鉄道路線としては、ラーンタール鉄道コブレンツ - リムブルク - ギーセンおよびマイン＝ラーン鉄道リムブルク - フランクフルトがある。これらはレギオナルエクスプレス路線であるが、貨物列車も運行している。

### 教育
リムブルク＝ヴァイルブルク郡は、基礎課程学校 37校、基礎課程・本課程複合学校 3校、基礎課程・本課程・実科学校 6校、本課程・実科学校 3校、ギムナジウム 2校、統合型総合学校 2校、共同型総合学校 3校、養護学校 4校、職業学校 4校を運営している。2006年時点で、これらの学校では合わせて約29,000人が学んでいる。

### デジタル・インフラ
リムブルク＝ヴァイルブルク＝ディーツ経済振興協会と共同でドイツ・テレコム AG は、2013年春にリムブルク（アールバッハ市区を除く）、エルツ（マルメナイヒ地区を除く）、ルンケル＝デールンで、50 Mbit/s のインターネット＝ブロードバンドサービスを拡充した。これによりリムブルク＝ヴァイルブルク郡は、市民や企業に対して高性能インターネット接続の全面的な提供を始めたヘッセン州で最初の郡となった。その後ドイツ・テレコムは入札により郡内のブロードバンド拡充を全面的に充実する契約を獲得した。ブロードバンド＝インターネット接続の拡充作業は2014年7月18日にヒュンフェルデン＝ダウボルンで開始された。その後、リムブルク＝アールバッハ市区、ベーゼリヒ、ヴァイルブルクがこれに続いた。作業は2016年6月30日に完了した。これにより住民の 95 % が遅くとも 30 Mbit/s のインターネット網に接続できるようになった。郡と市町村は、この拡充に 550万ユーロを投資した。

### 医療、健康
郡は、ヴァイルブルク郡立病院を運営している。リムブルクには重点病院の聖ヴィンツェンツ病院が、ハーダマルにはヴィートス・ハーダマル gGmbH が経営する精神科病院が存在する。

## 文化と見所

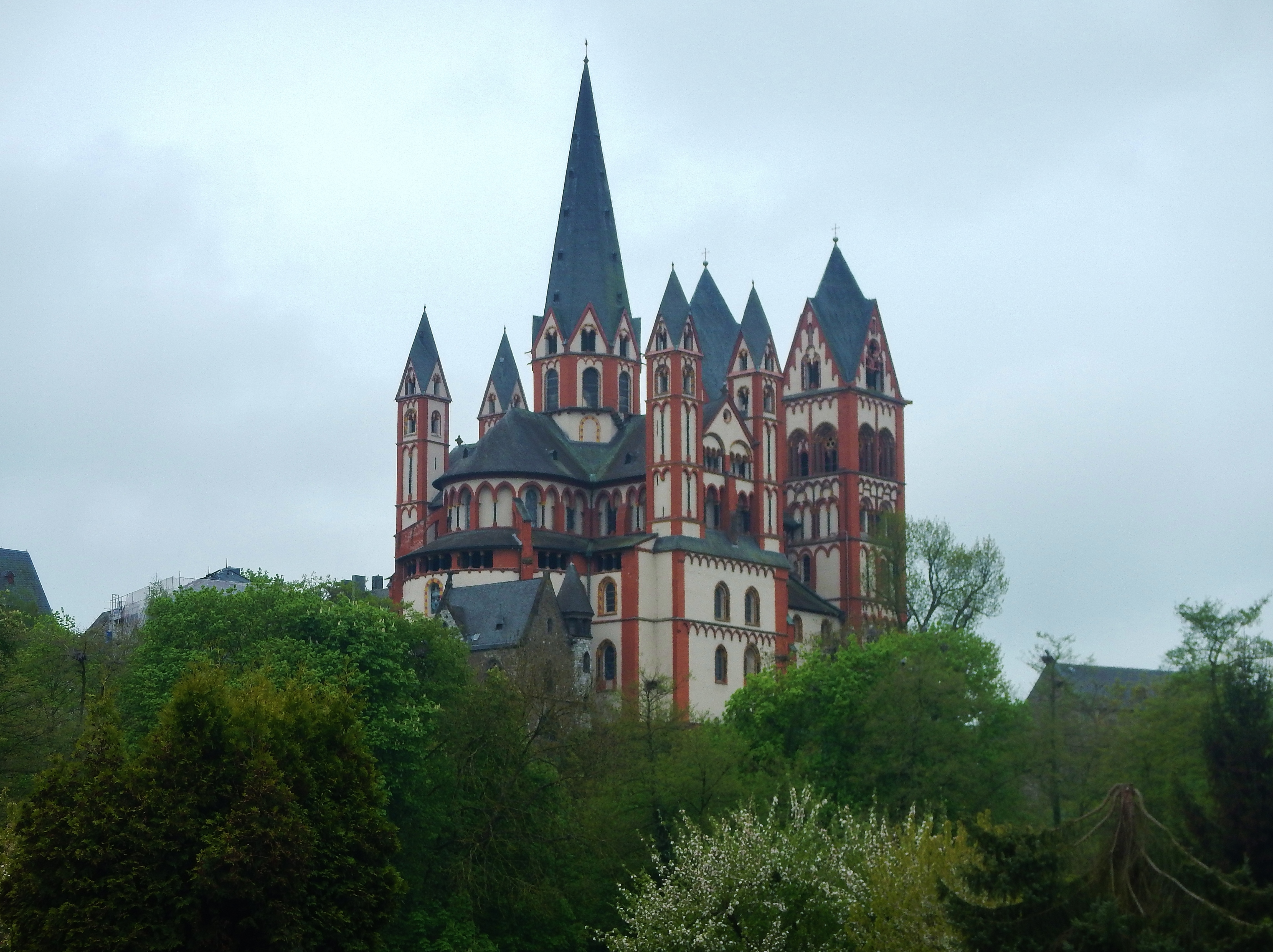
リムブルク聖堂聖ゲオルク教会

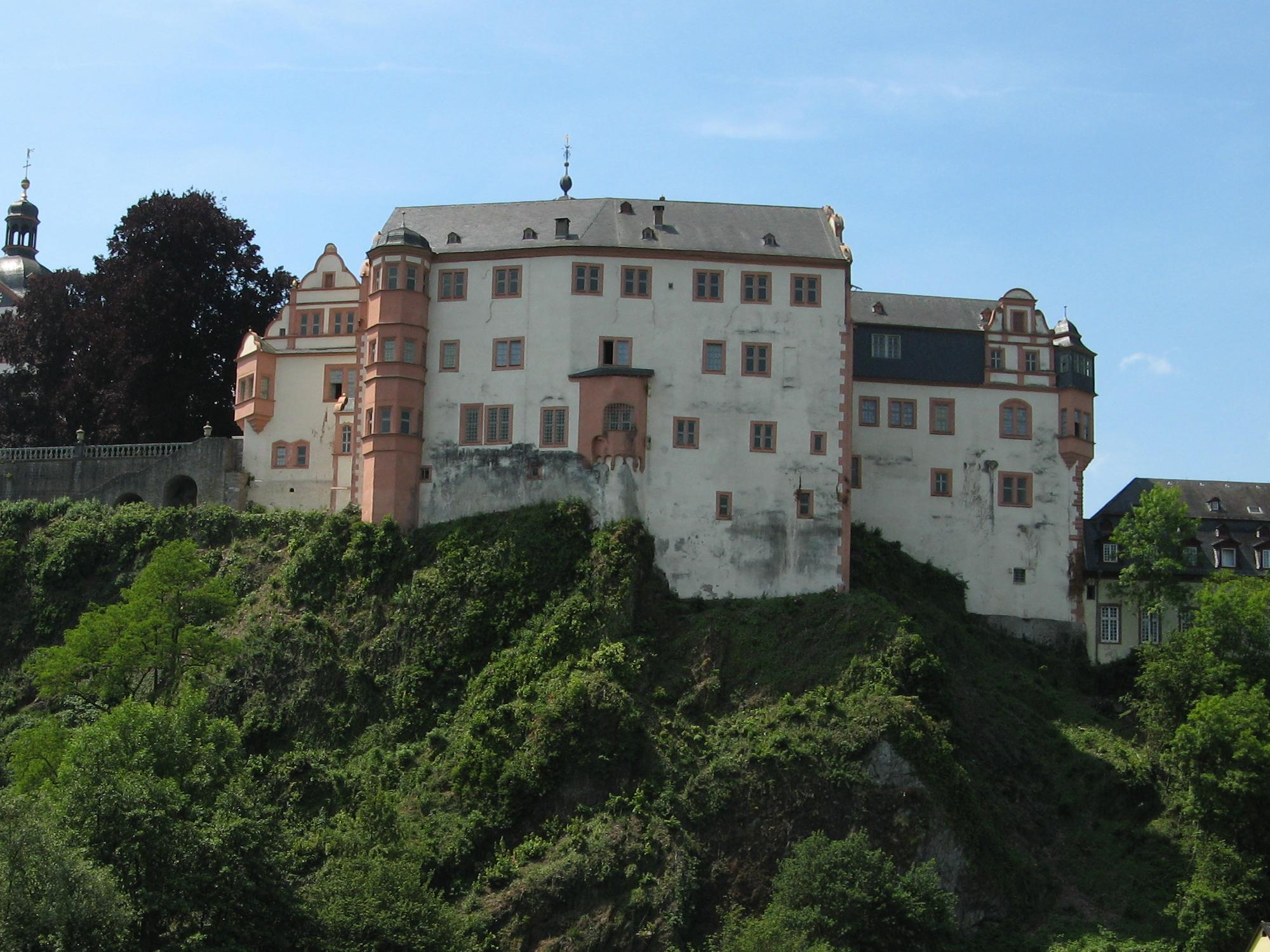
ヴァイルブルク城

### 見所
- 郡の中央部を流れるラーン川
- 郡北部のヴェスターヴァルト（ドイツ語版、英語版）
- 郡南部のタウヌス山地
- リムブルクのラーンフェルゼンに建つ聖ゲオルク聖堂
- 木組み建築が建ち並ぶ（最も古いものは1289年建造）リムブルク旧市街
- ヴァイルブルク城（1590年建造）と城館施設（1823年建造）をもつ宮廷都市ヴィルブルク
- ヴァイルブルクの船舶トンネル（1847年建造）、クーバッハー・クリスタル洞窟（1974年発見）
- 天然薬湯泉のバート・カムベルクのクナイプ式浴場（1927年設立）
- ベーゼリヒの修道院跡（修道院の設立は1163年）、巡礼礼拝堂（1767年建造）
- ドルンブルクのブラジウス礼拝堂（803年頃に最初の記録が遺されている）
- エルプタールのヴァルトマンスハウゼン城（1486年建造）
- ハーダマルのルネサンス様式の城館
- ルンケルの中世初期の城塞ルンケル城（伝承によれば778年建造）
- レーンベルクのラーネブルク城館跡
- メンゲルスキルヒェン城（1320年建造）
- メーレンベルク城趾（1129年初出）
- ゼルタース (タウヌス) のブルネンテンペル（直訳: 泉の神殿、泉の最初の記録は772年）
- ヴィルマーのラーン川に架かるマルモール橋（1895年建造）
- ヴァイルミュンスターのキルベルク塔（1600年頃建造）
- ヴァインバッハのフライエンフェルス城趾（1300年頃建造）

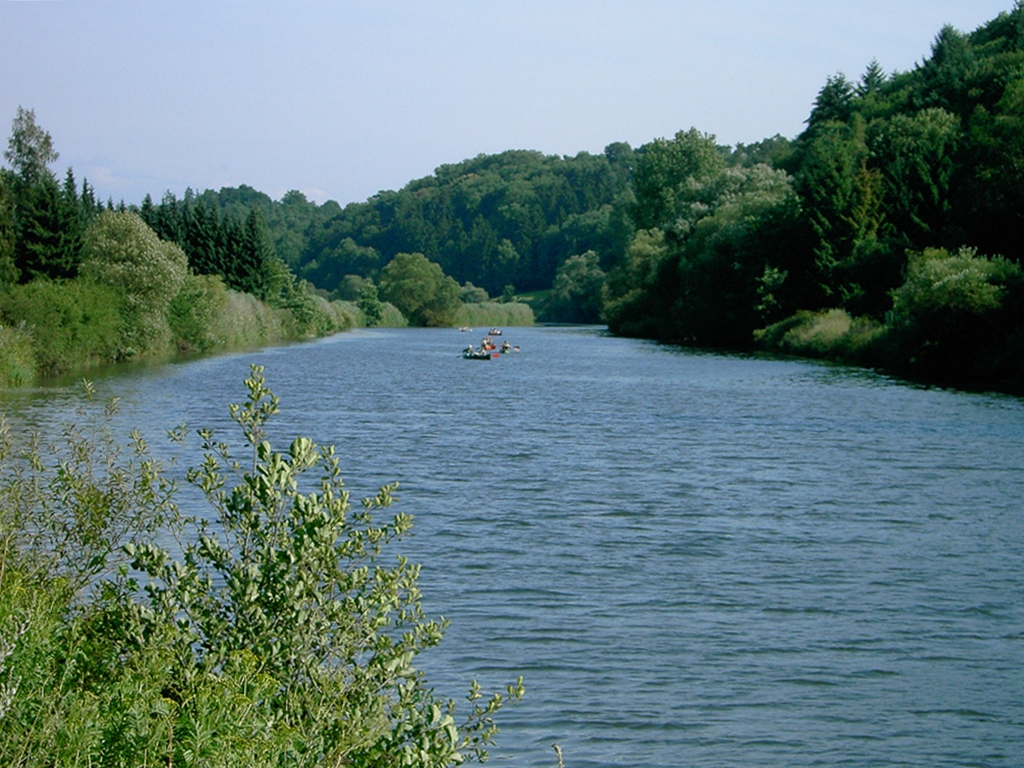
ルンケル付近のラーン川
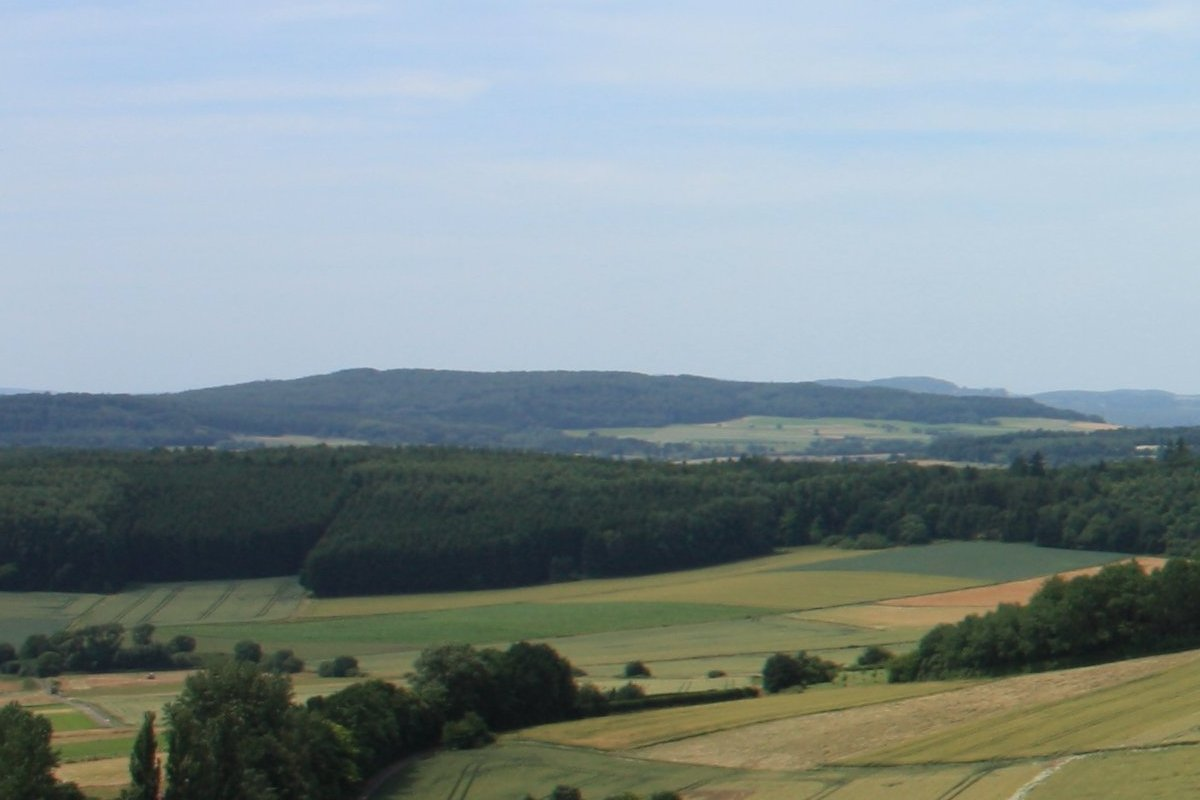
メーレンベルクからヴェスターヴァルトを望む
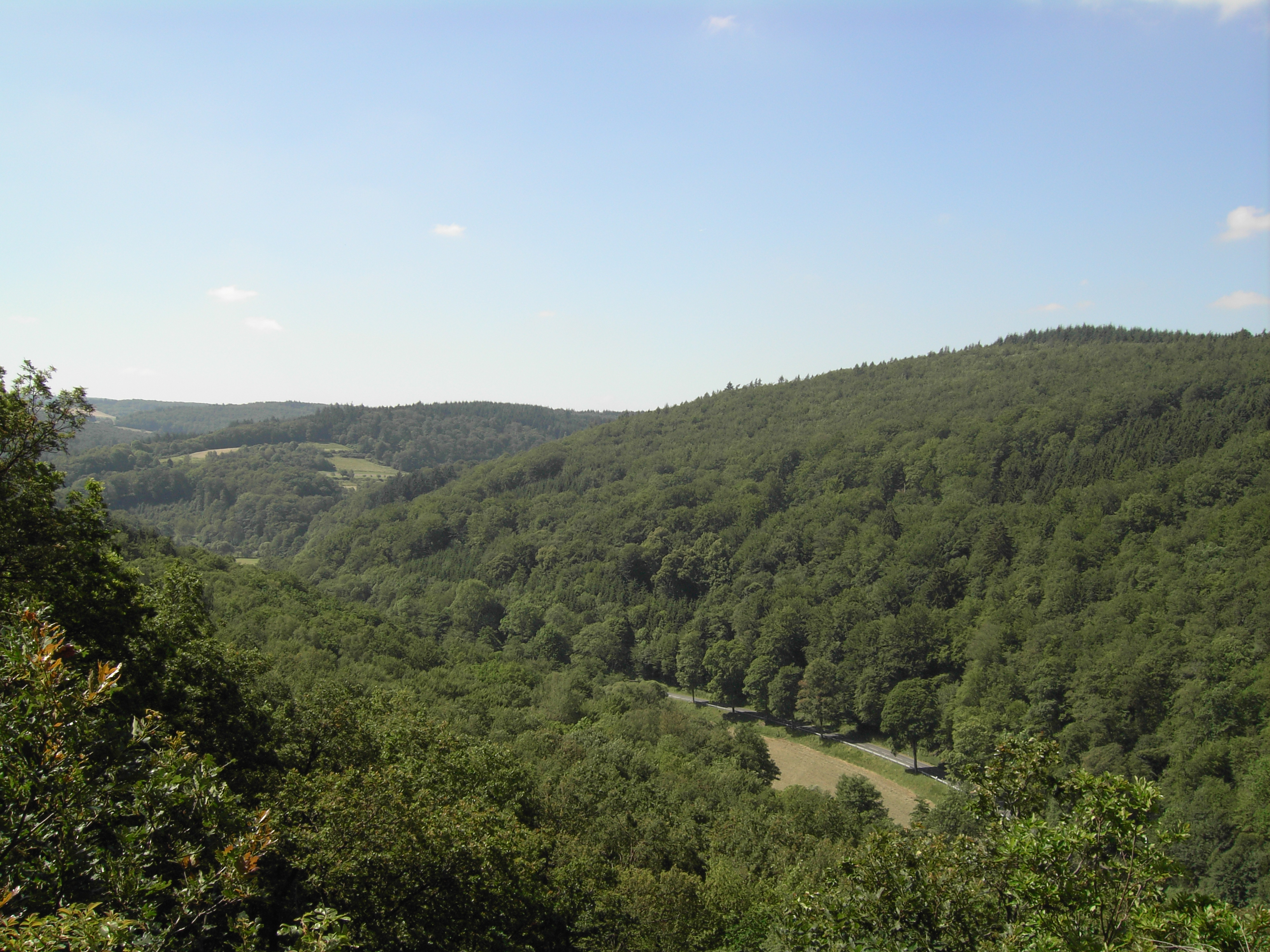
タウヌス山地のヴァイル川の谷
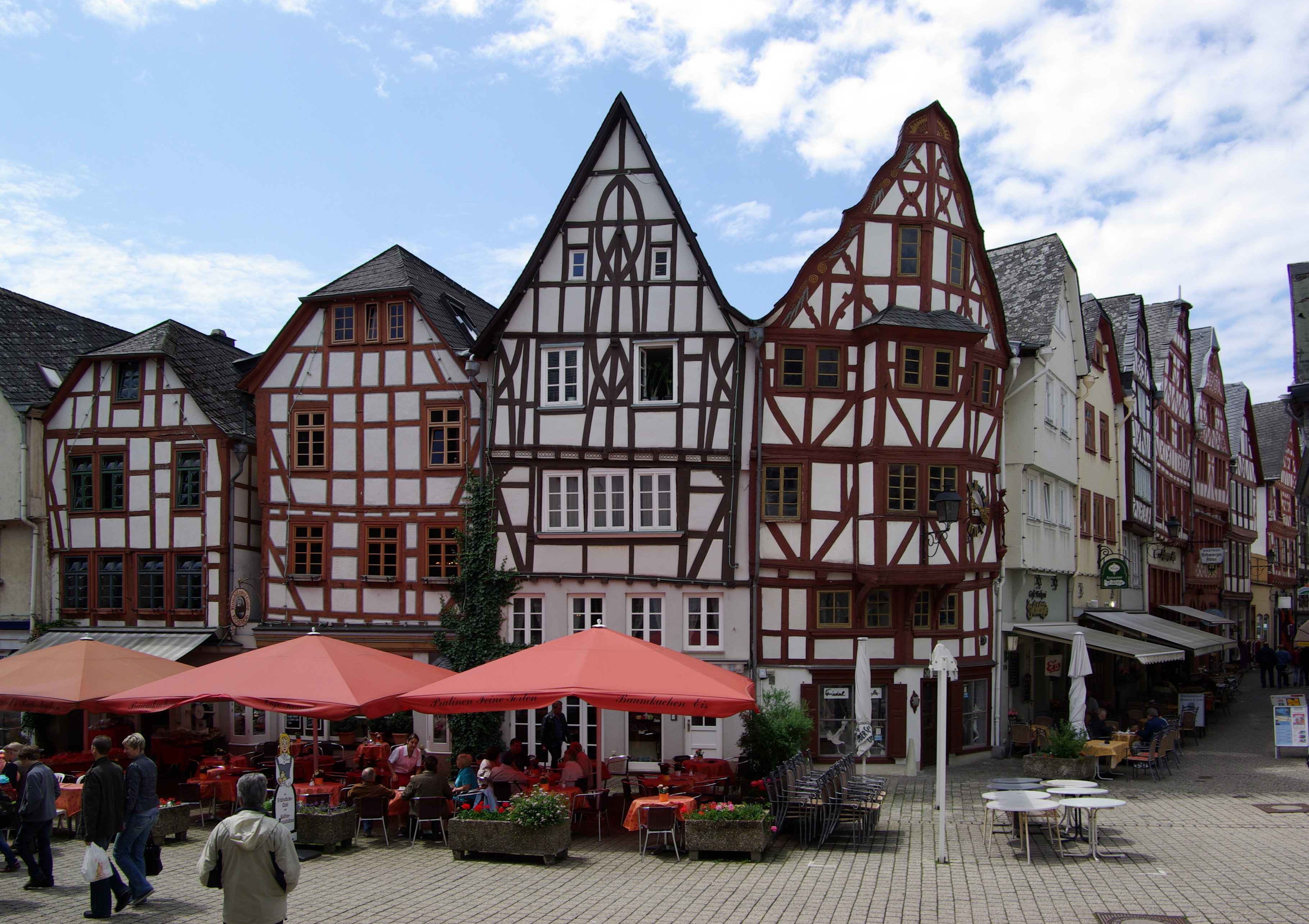
木組み建築が建ち並ぶリムブルク旧市街
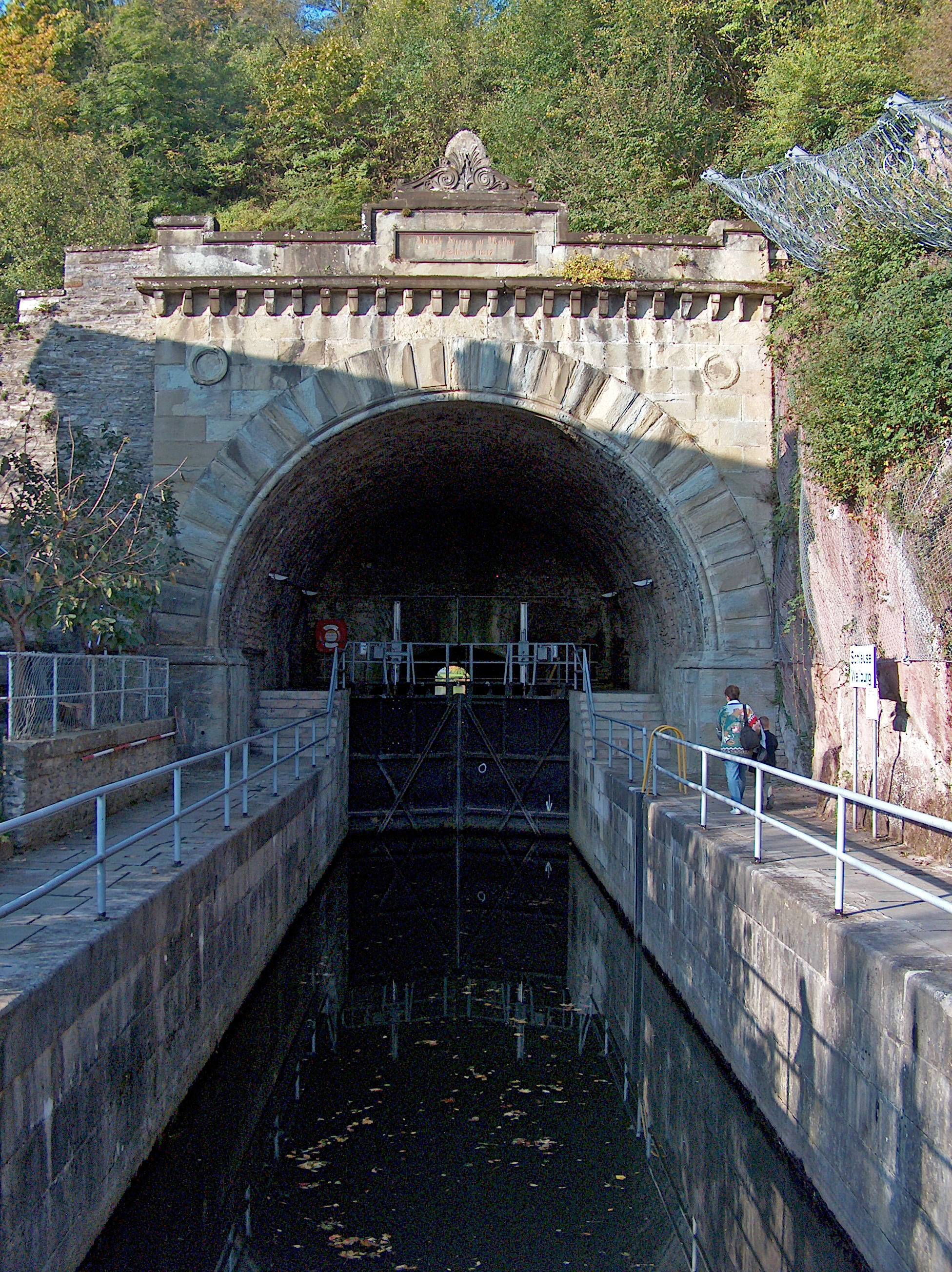
ヴァイルブルクの船舶トンネル
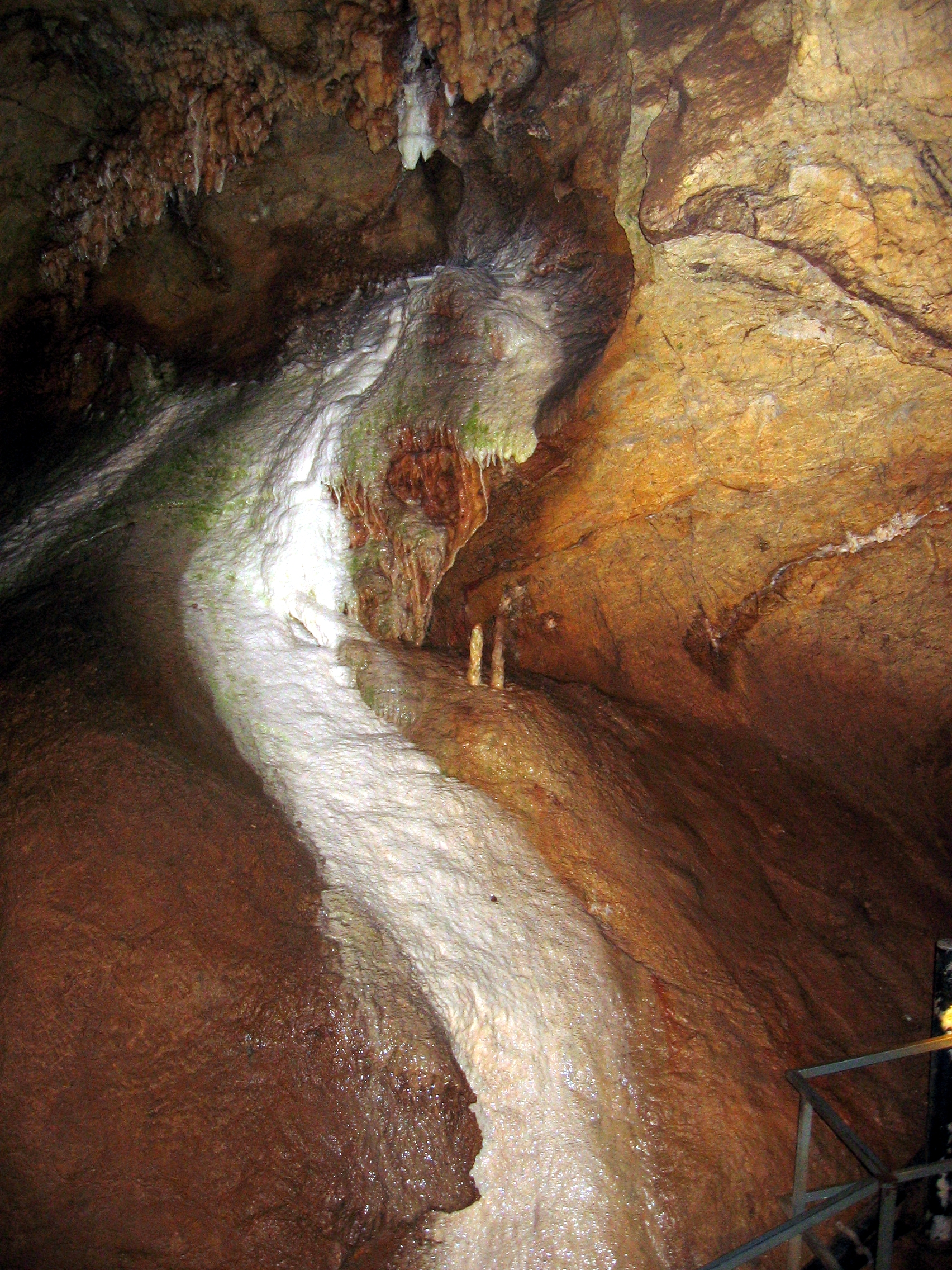
クーバッハー・クリスタル洞窟
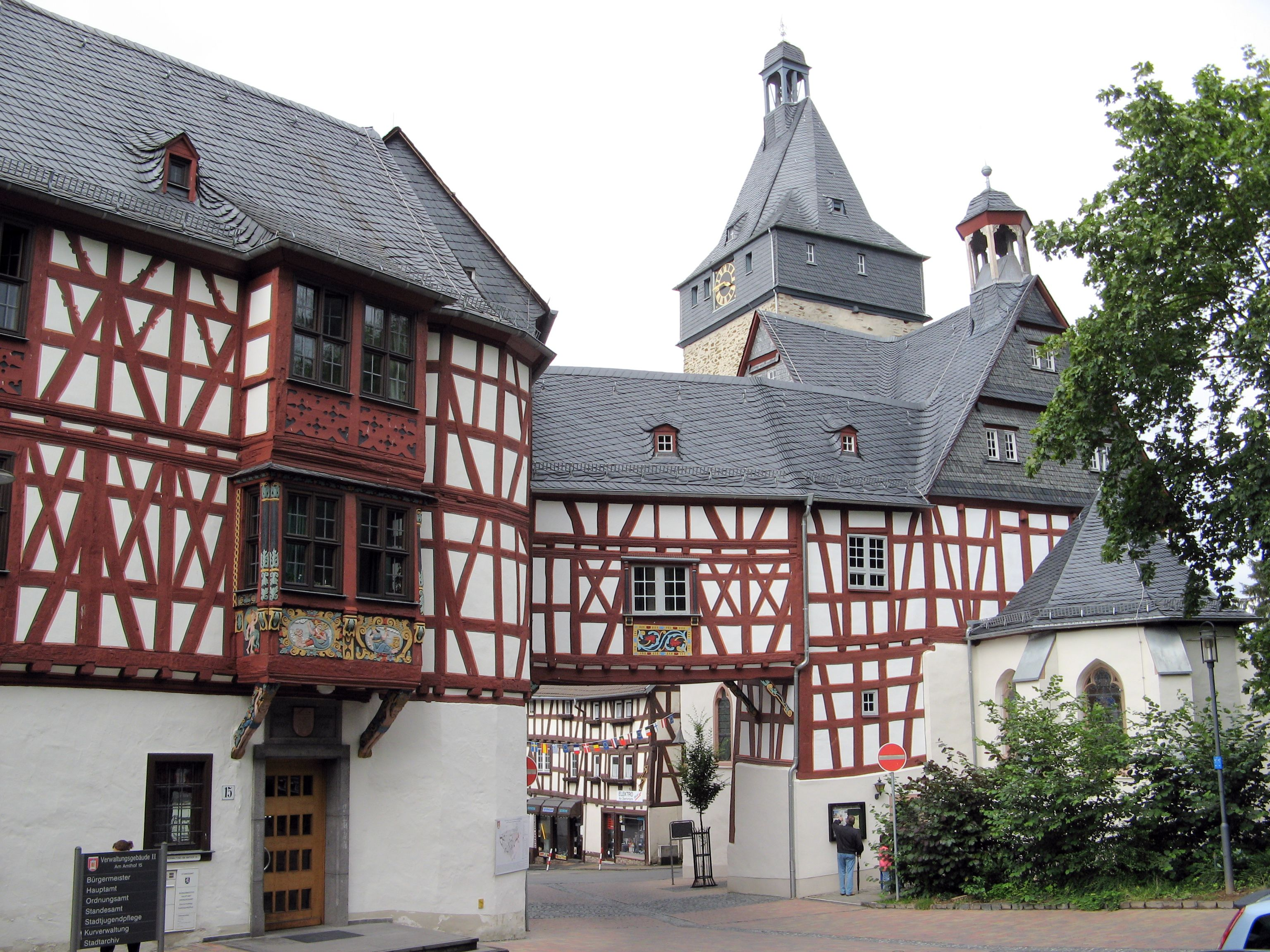
バート・カムベルクのアムトホーフ
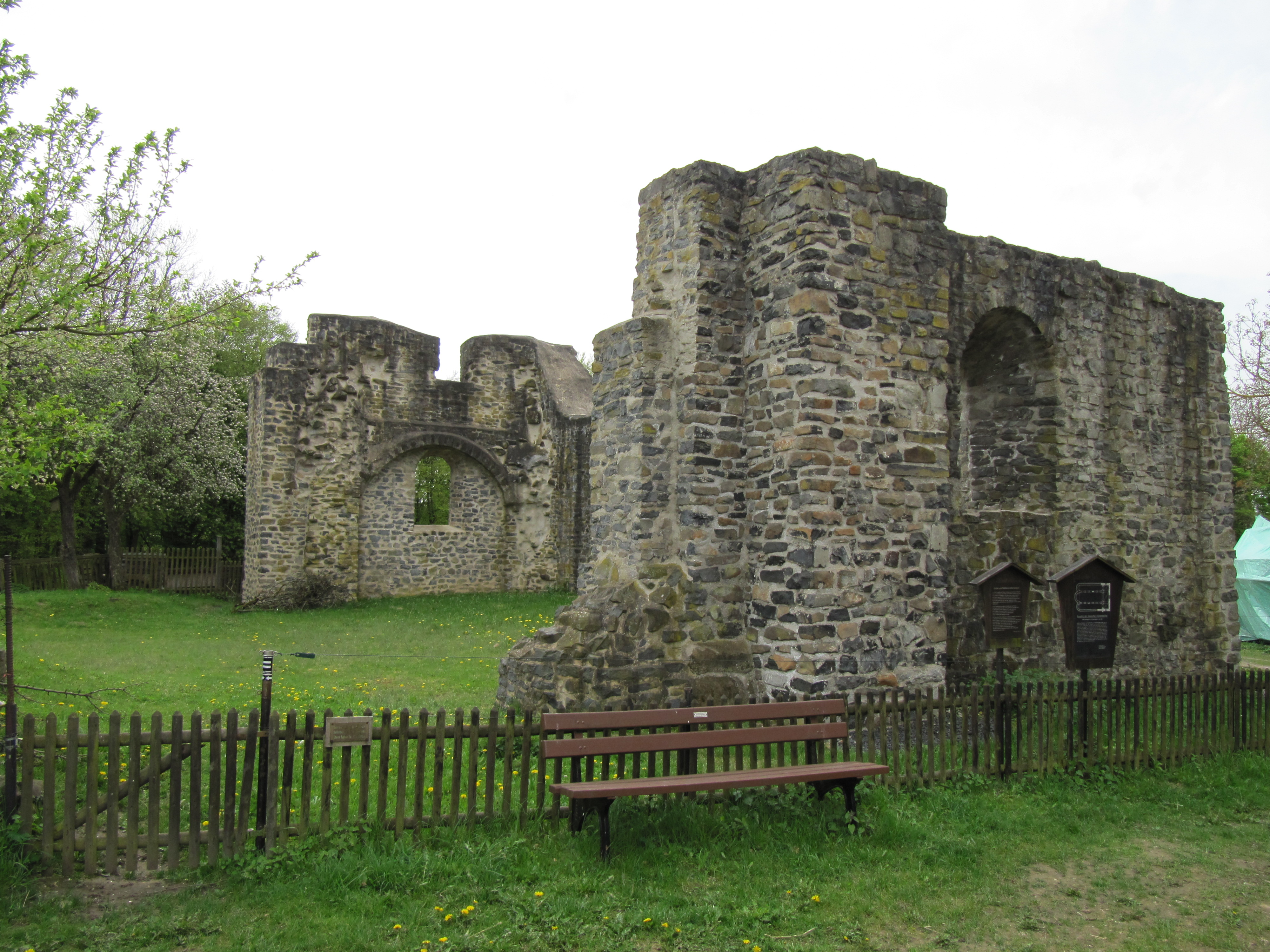
ベーゼリヒの修道院跡
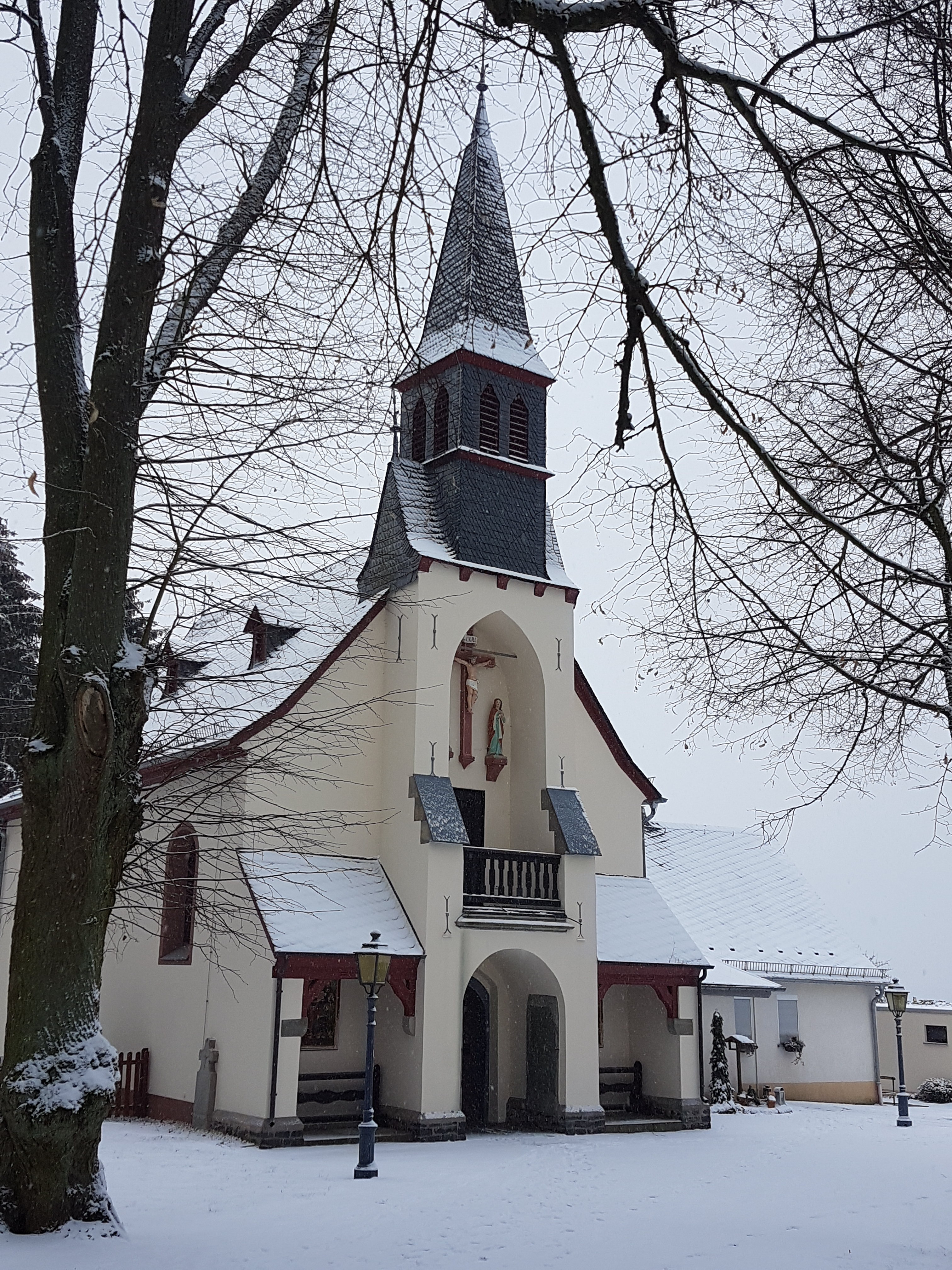
ベーゼリヒの巡礼礼拝堂
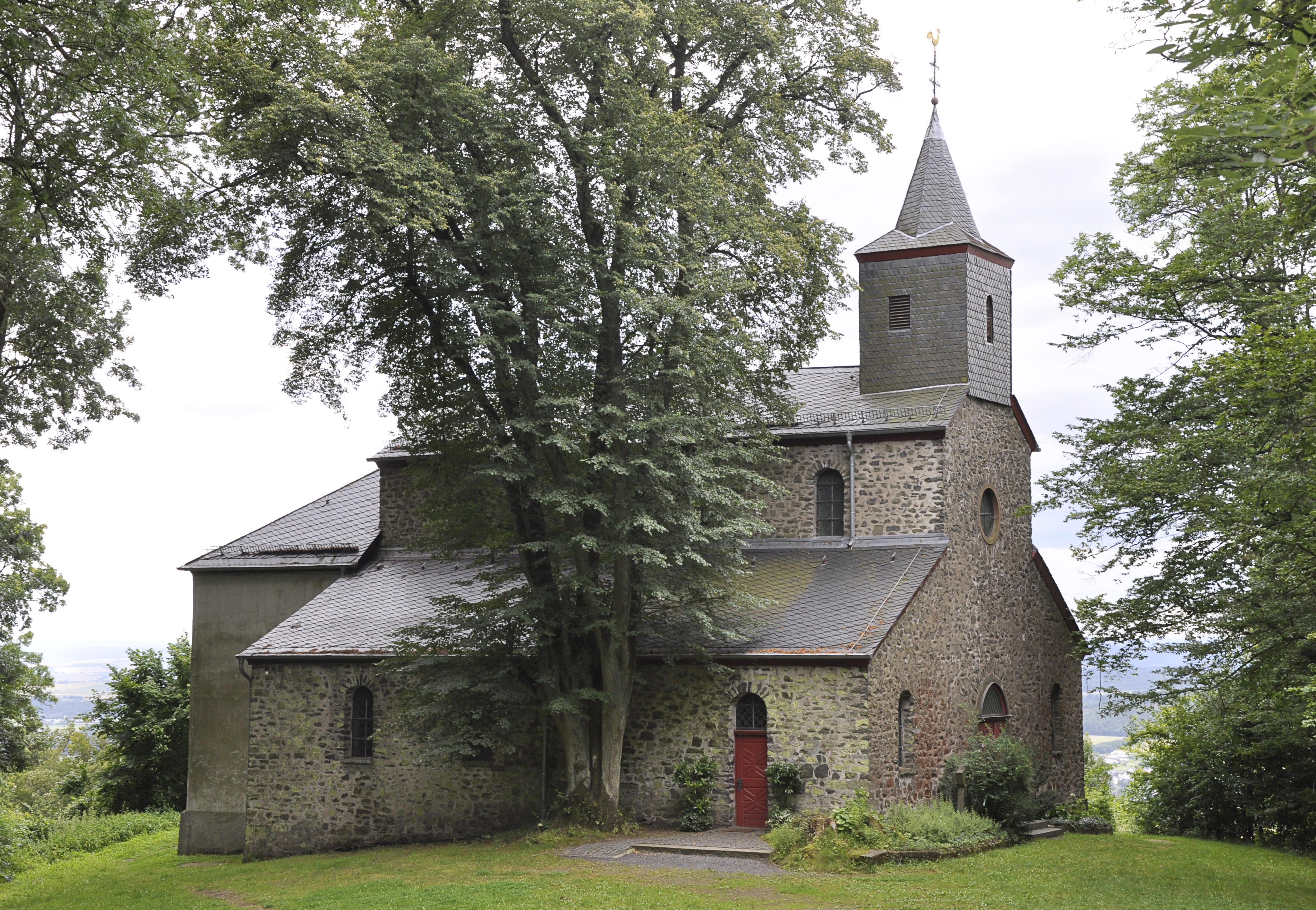
ドルンブルクのブラジウス礼拝堂
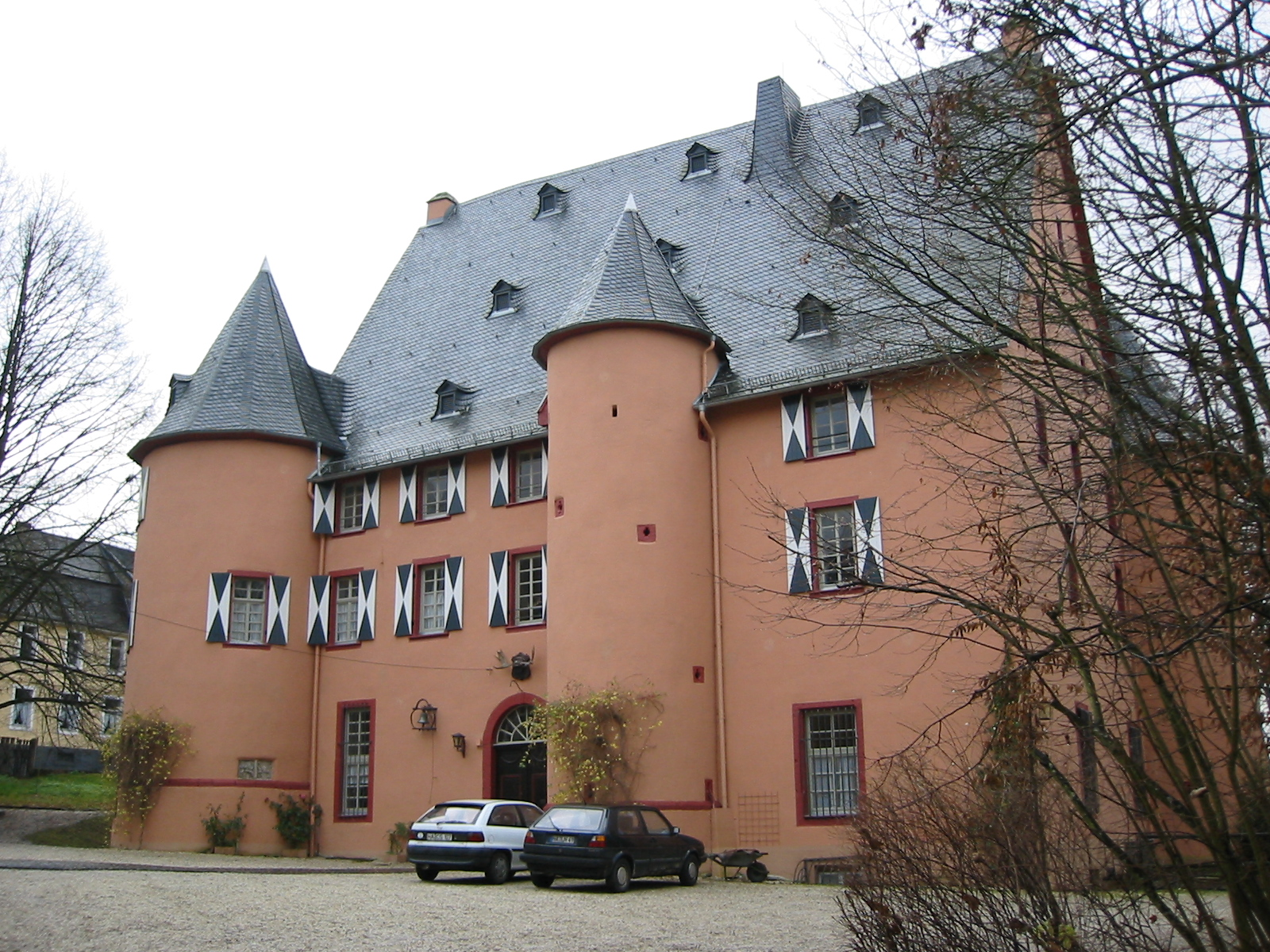
ヴァルトマンスハウゼン城
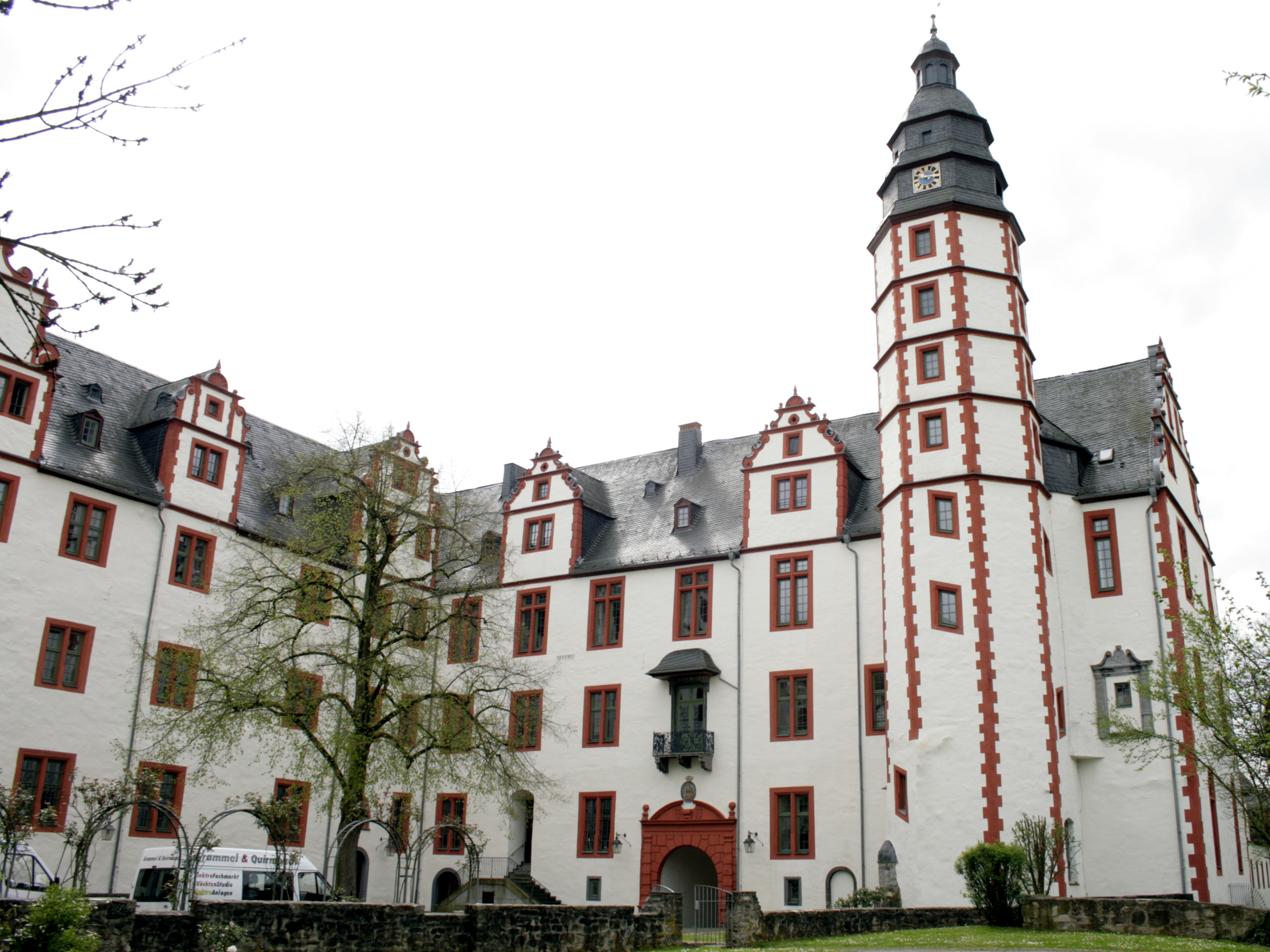
ハーダマルの城館
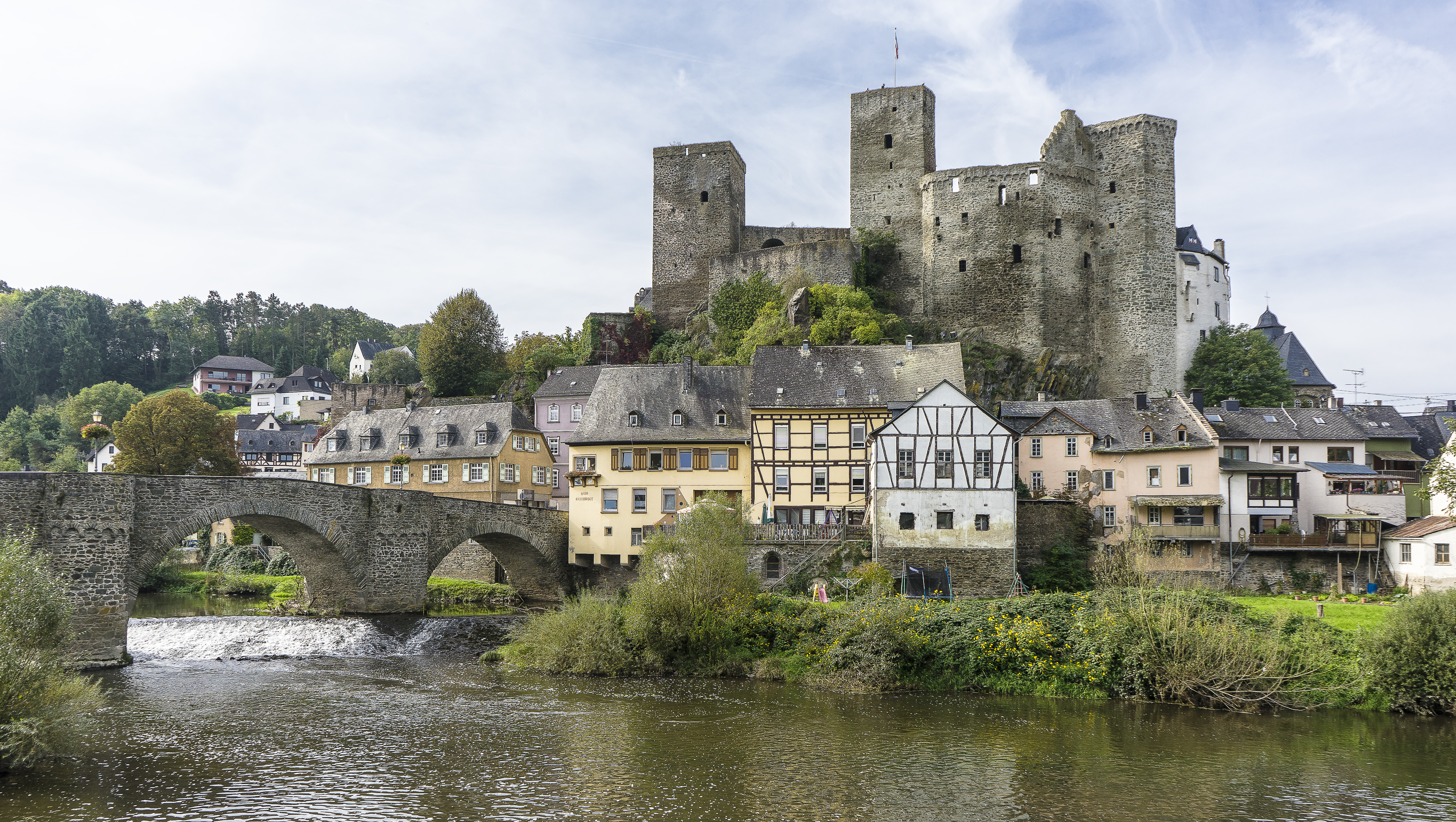
ルンケル城。手前を流れるのはラーン川
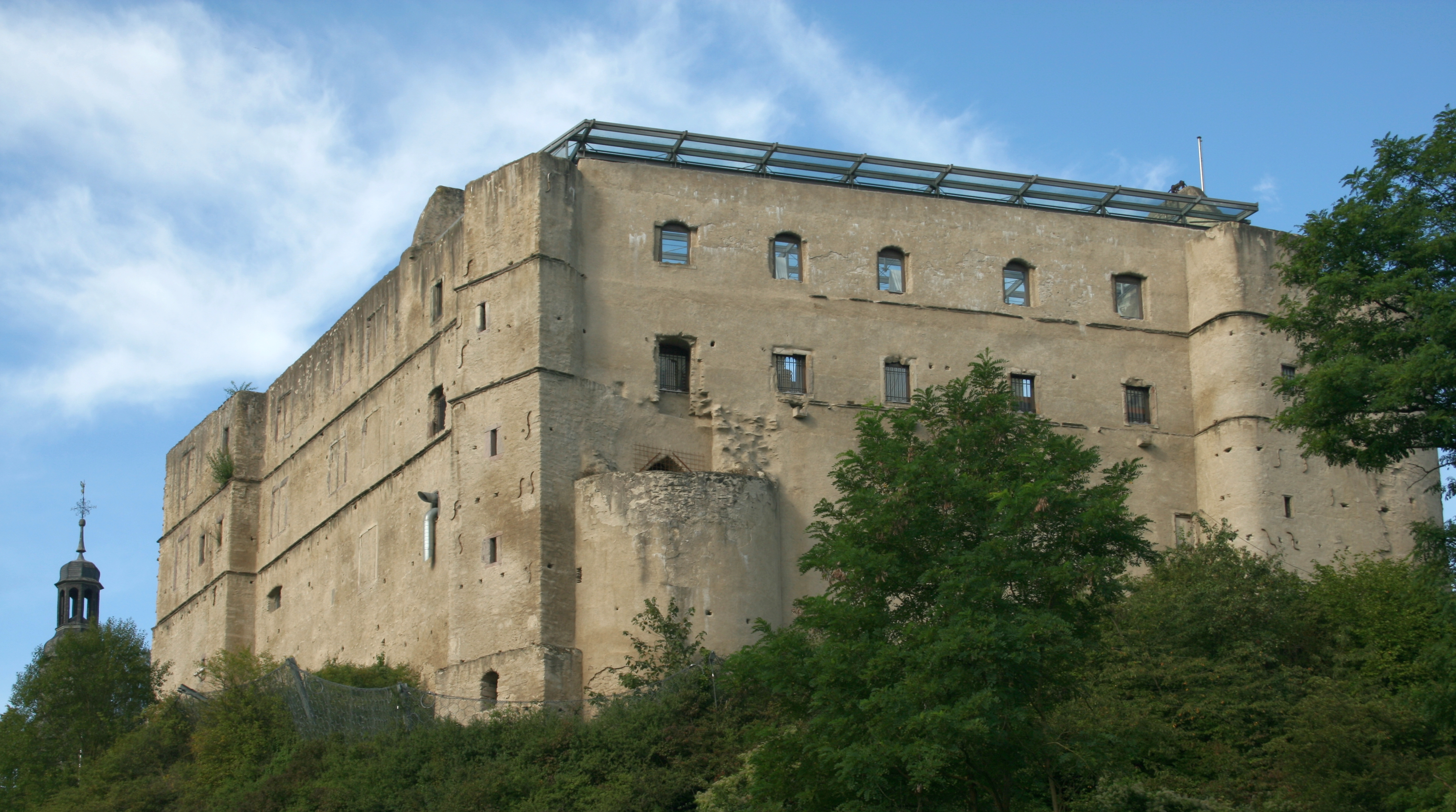
ラーネブルク城趾
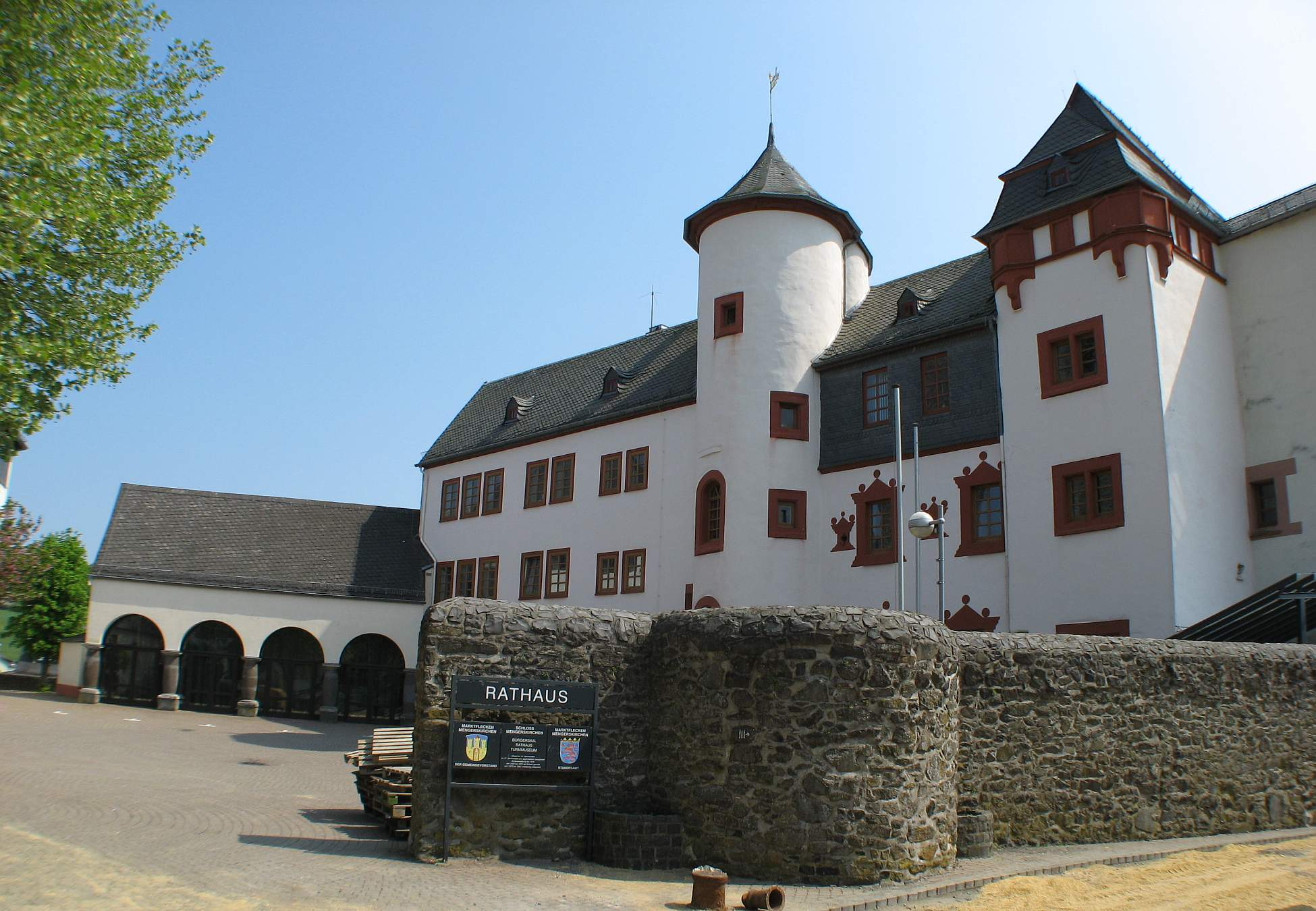
メンゲルスキルヒェン城（現在は町役場）
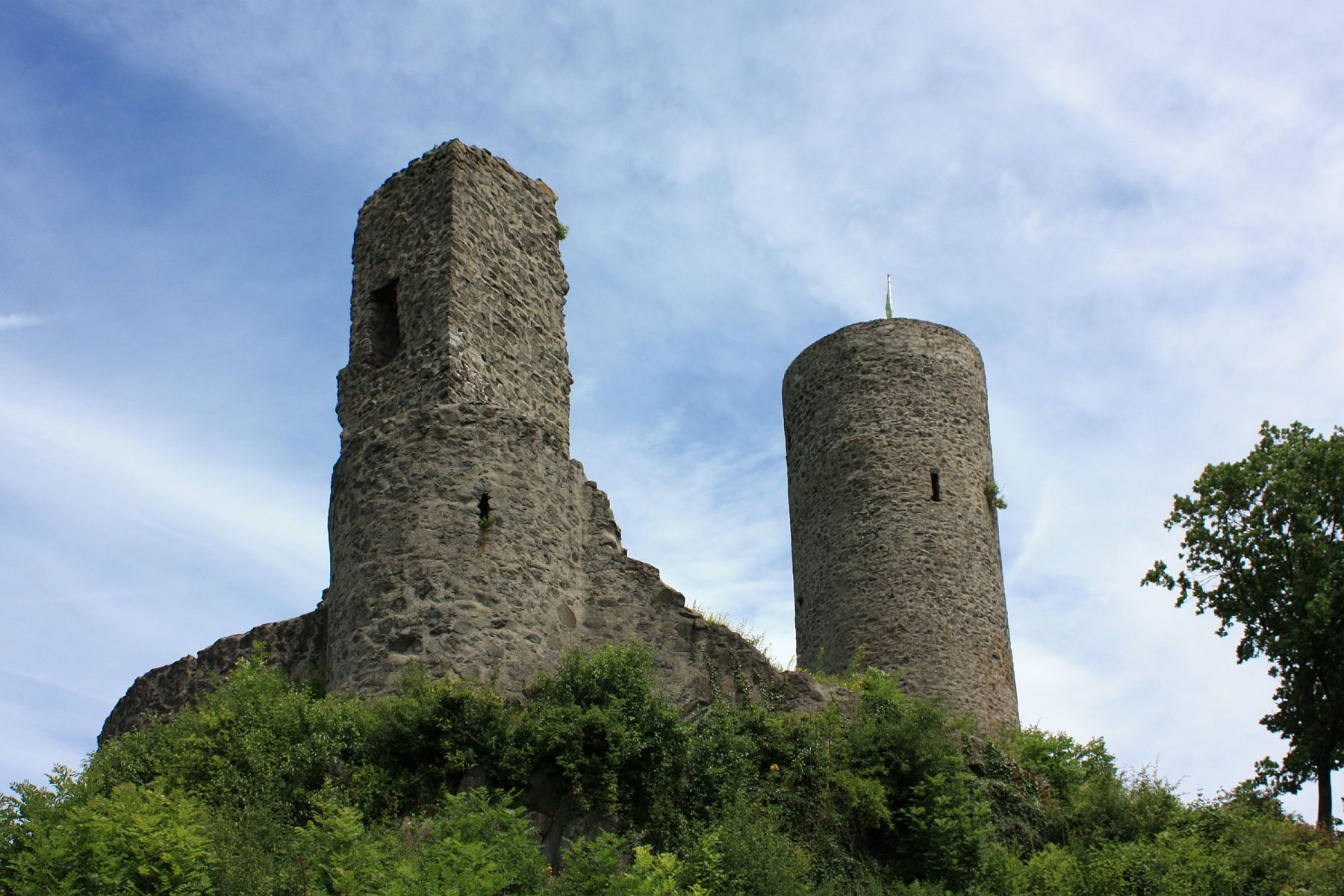
メーレンベルク城趾
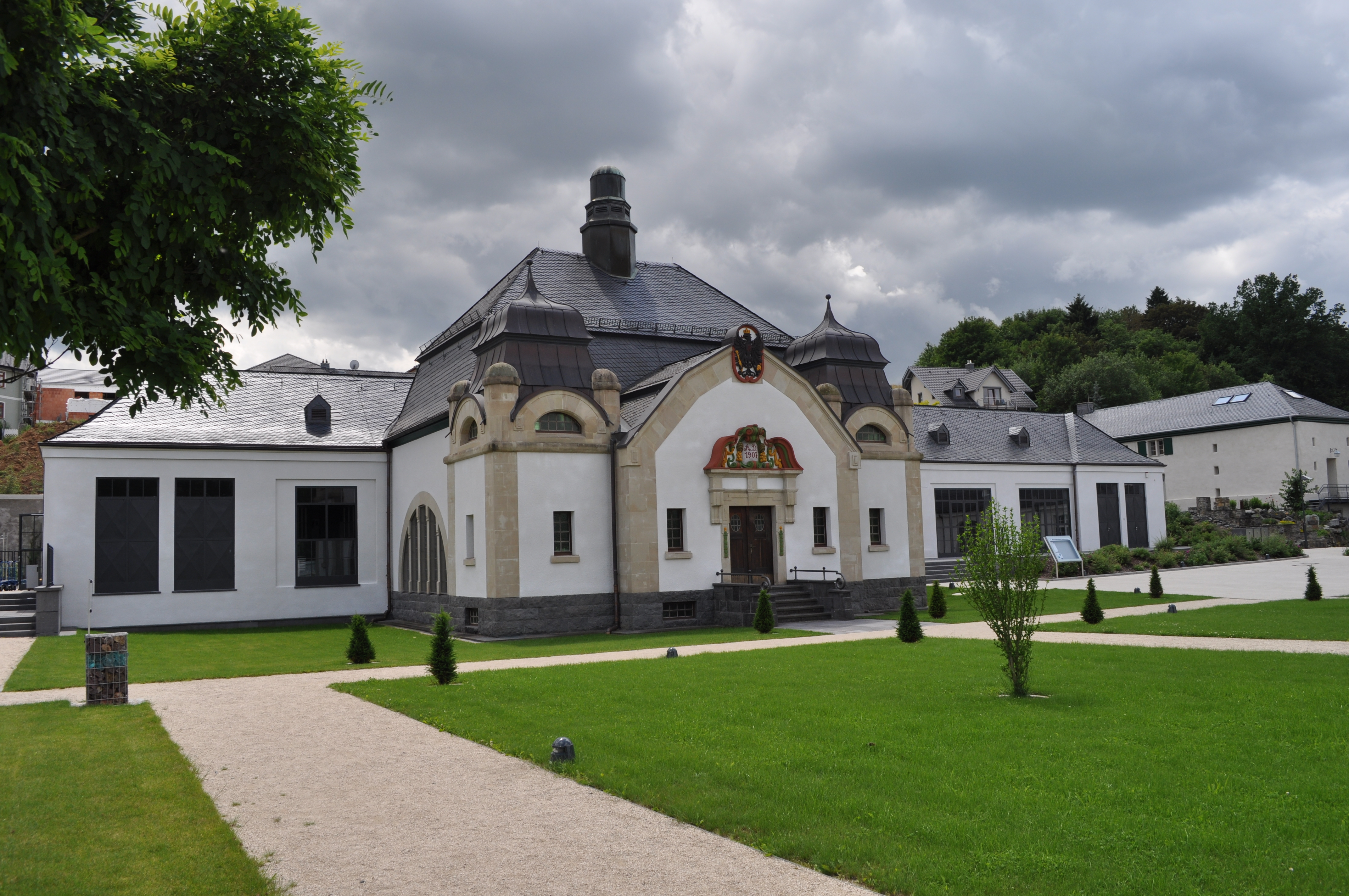
ゼルタースのブルネンテンペル
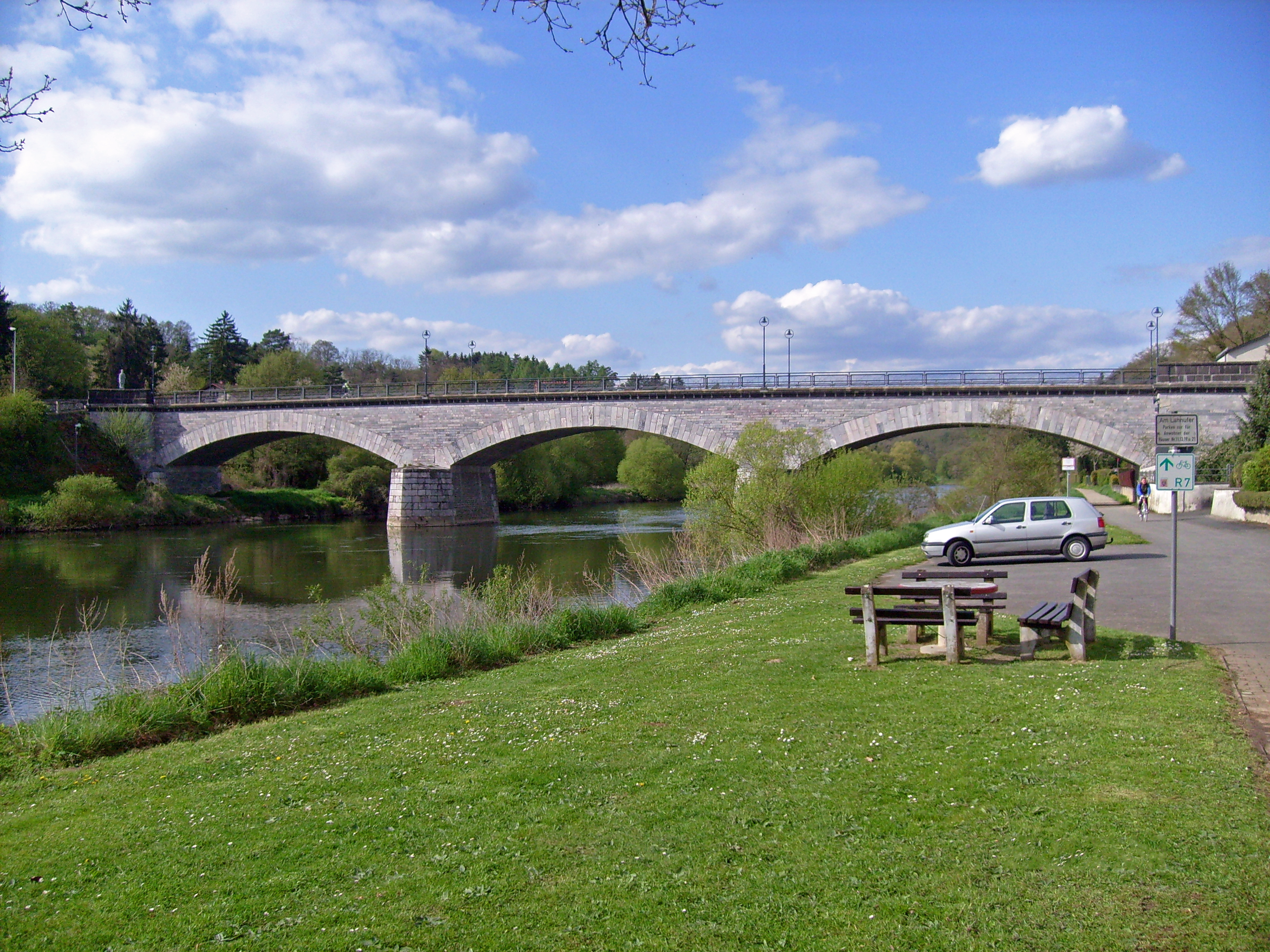
マルモール橋
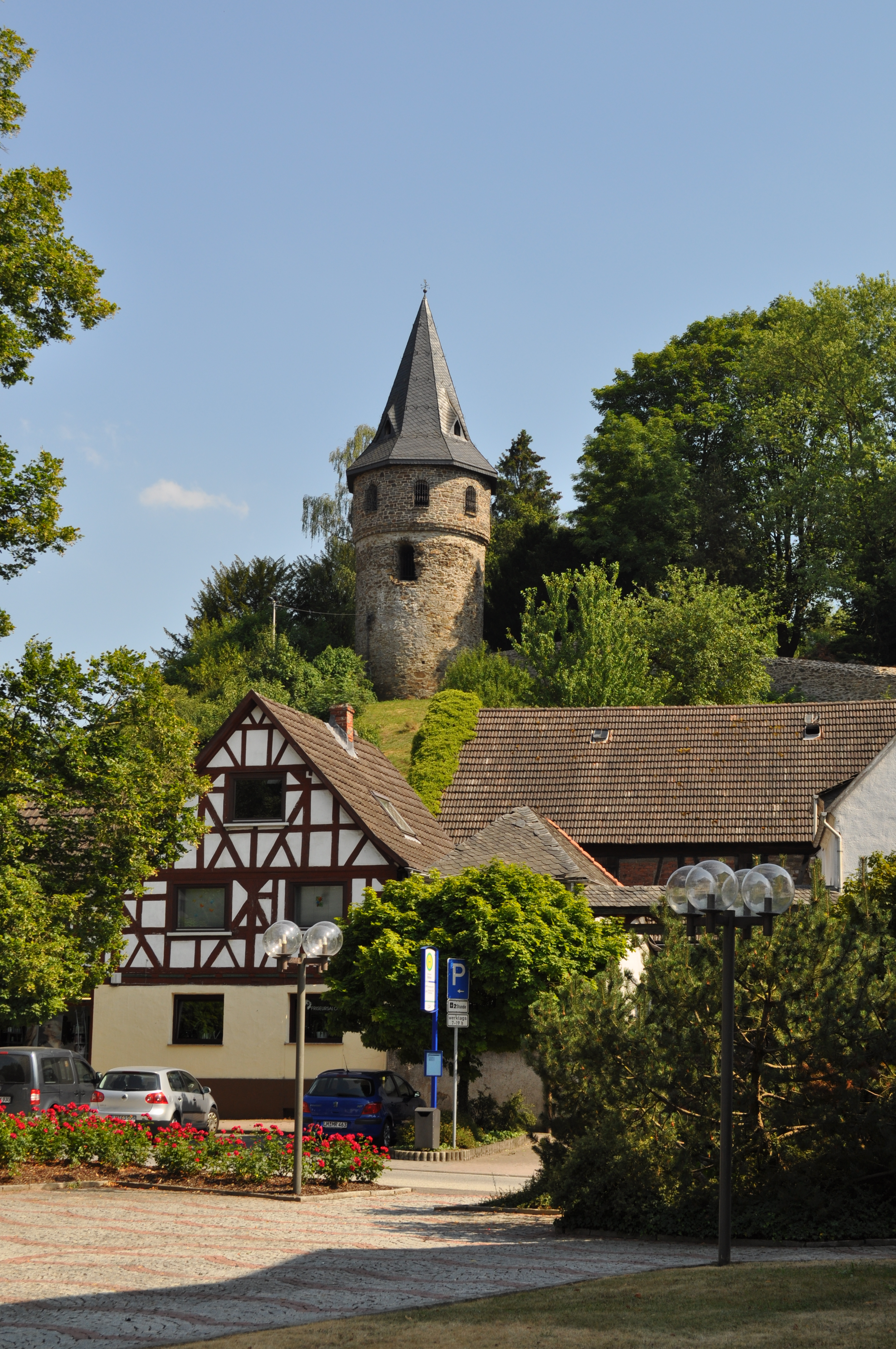
キルベルク塔
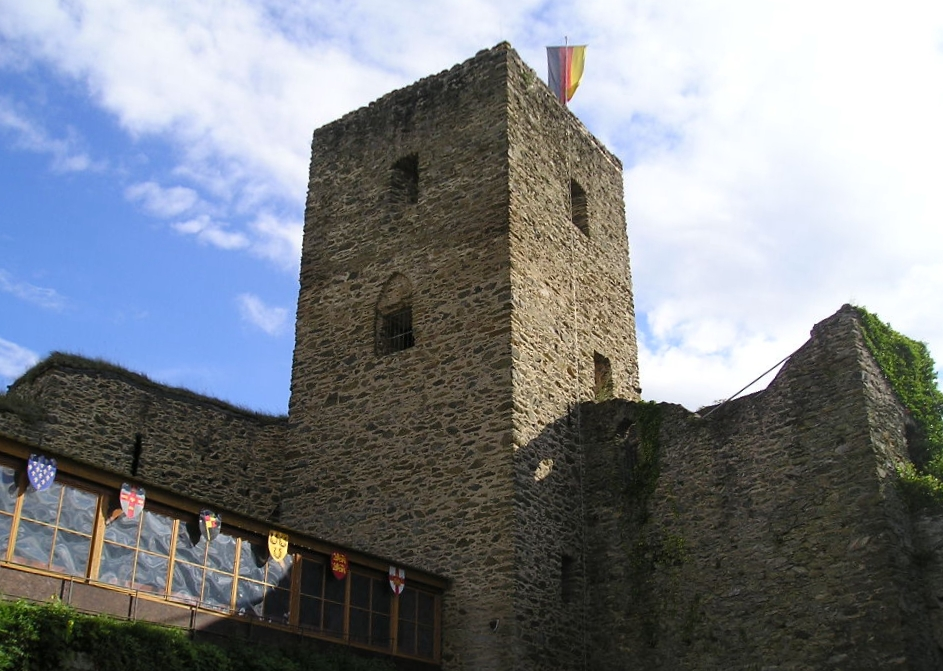
フライエンフェルス城趾

## 市町村
リムブルク＝ヴァイルブルク郡には19の市町村が存在する。これらのうち5自治体が都市権を有している。本郡の市町村を以下に記す。括弧内の数値は、2023年12月31日現在の人口 である。
| 市 - バート・カムベルク (Bad Camberg, 14,229) - ハーダマル (Hadamar, 13,093) - リムブルク・アン・デア・ラーン (Limburg a. d. Lahn, 郡庁所在地, 36,506) - ルンケル (Runkel, 9,518) - ヴァイルブルク (Weilburg, 13,395) 町村 - ベーゼリヒ (Beselich, 5,804) - ブレヒェン (Brechen, 6,411) - ドルンブルク (Dornburg, 8,705) - エルプタール (Elbtal, 2,422) - エルツ (Elz, 8,028) - ヒュンフェルデン (Hünfelden, 9,929) - レーンベルク (Löhnberg, 4,713) - メンゲルスキルヒェン (Mengerskirchen, 5,718) - メーレンベルク (Merenberg, 3,319) - ゼルタース (タウヌス) (Selters (Taunus), 8,176) - フィルマー (Villmar, 6,730) - ヴァルトブルン (ヴェスターヴァルト) (Waldbrunn (Westerwald), 5,899) - ヴァイルミュンスター (Weilmünster, 8,834) - ヴァインバッハ (Weinbach, 4,261) | 市町村地図 |

リムブルク・アン・デア・ラーン市には飛び地がある。シュタッフェル市区の一部はリムブルクとつながっておらず、ヘッセン州の町エルツおよびラインラント＝プファルツ州の町ギュッキンゲンだけに接している。
郡内で最も広いヴァイルミュンスターの面積は 77.42 km2、最も狭いエルプタールの面積は 11.11 km2である。

## 関連図書
- Ulrich Eisenbach (2015). 150 Jahre IHK Limburg. Wirtschaft, Gesellschaft und IHK in Mittelnassau. Fulda: Parzellers. ISBN 978-3-7900-0497-7
- Klaus Gelbhaar (1980). Liebeserklärung an eine Landschaft. Bilder aus dem Kreis Limburg-Weilburg. Wetzlar: Wetzlardruck
- Klaus Gelbhaar / Erwin Kaiser, ed (1976). Land an der Lahn. Geschichte und Zukunft im Kreis Limburg-Weilburg. Mühlheim/Main: Landgrebe
- Christian Heger, ed (2018). Von Muhkalb und Unkenkönig. 250 Sagen und historische Geschichten aus der nassauischen Region Limburg-Weilburg. Petersberg: Michael Imhof. ISBN 978-3-7319-0797-8
- Erwin Kaiser, ed (1990). Limburg-Weilburg 1867-1990. Eine Chronik des Kreises in Bildern. Limburg: Kreisausschuss. ISBN 978-3-927006-04-1
- Kreisausschuss des Landkreises Limburg-Weilburg, ed (1986). Limburg-Weilburg. Beiträge zur Geschichte des Kreises. Limburg/Lahn: Kreisausschuss
- Kreisausschuss des Landkreises Limburg-Weilburg, ed (1993). Sehen und Entdecken. Sehenswürdigkeiten im Kreis Limburg-Weilburg. Limburg/Lahn: Kreisausschuss. ISBN 978-3-927006-12-6
- Ingrid Krupp (1987). Kirchen, Kapellen, Burgen, Schlösser im Kreis Limburg-Weilburg. Mit 237 Originalgrafiken von Hermann Krupp. Limburg: Kreisausschuss. ISBN 978-3-927006-00-3
- Landesamt für Denkmalpflege / Falko Lehmann, ed (1994). Kulturdenkmäler in Hessen. Landkreis Limburg-Weilburg. 2. Braunschweig/Wiesbaden: Vieweg. ISBN 978-3-528-06243-9
- Eugen Stille (1967). Kultur- und Wirtschaftschronik für den Kreis Limburg. München: J. Bühn

### 訳注
1. ↑  当時、シュプレー川西岸のクロイツベルク区は西ドイツ、東岸のフリードリヒスハイン区は東ドイツに分断されていた。